# Erbach (Adelsgeschlecht)

Stammwappen der Herren, Grafen und Fürsten von bzw. zu Erbach

Die Grafen von Erbach (nach der Mediatisierung 1806 vornehmlich: Grafen zu Erbach) gehören zum rheinfränkischen Uradel und waren zunächst Ministeriale, die das Amt des Vogtes der Abtei Lorsch innehatten. Ihr Versuch, sich als Reichsministerialen der Staufer zu halten, wurde durch die Wittelsbacher Pfalzgrafen bei Rhein verhindert, die die Herren von Erbach um 1226 als Schenken von Erbach zu ihren Erbschenken machten. Das seit 1532 reichsgräfliche Geschlecht regierte bis zur Mediatisierung 1806 die in mehrere Teilgrafschaften aufgeteilte, zum fränkischen Reichskreis gehörende Grafschaft Erbach und zählte daher zum Hohen Adel. Zwei Linien der Familie sind bis heute auf Schloss Erbach und Schloss Fürstenau im Odenwald ansässig.

## Geschichte

### Herrschaft Erbach
Ältere Darstellungen sahen Einhard, den Chronisten Karls des Großen, als Stammvater der Erbacher Grafen an. Als Ahnherr der Erbacher könnte allerdings auch der Meier des späteren Kaisers Otto I., Wetti, der in einer Urkunde vom 14. Februar 947 benannt wird, betrachtet werden. Darin schenkt Otto I. seinem „nostro villico“ Wetti eine königliche Hufe als Eigengut zu Seckbach. Auch die Adelsgeschlechter Hagen-Münzenberg, Heusenstamm und Dornberg gehen vermutlich auf diese eine Ur-Familie zurück.
Das Geschlecht der Herren zu Erbach erscheint urkundlich erstmals im Jahr 1148 mit Eberhard I. von Erbach. Eberhard I. von Erbach, wahrscheinlich geboren als Eberhard II. von Hagen, wird um 1165/70 im Lorscher Codex als Vogt über Gebiete im Odenwald erwähnt. Um 1200 erscheinen die Erbach als Reichsdienstmannen, etwas später als Schenken der Kurfürsten von der Pfalz. Im 13. Jahrhundert teilen sie sich in die Linien Erbach-Erbach mit Konrad I. und Erbach-Reichenberg mit Eberhard III. auf. Unter den Söhnen Eberhards III. entstehen dann die Linien Erbach-Reichenberg und Erbach-Reichenberg-Michelstadt.
Ihre Erbacher Burg wird urkundlich um 1303 ersterwähnt. Die Gründung dieser Wasserburg in Erbach im Odenwald ist aber höchstwahrscheinlich schon auf den Stammvater Eberhard I. zurückzuführen. Um 1140 wurde dazu wohl der Baumeister Cementarius Wichmann mit deren Errichtung beauftragt. Wichmann hatte als Norddeutscher auch die Erfahrung im Bau von Niederungsburgen. 1422 erlangen die Schenken von Erbach die Reichsstandschaft.
Als Lehensleute der Herrn zu Erbach traten u. a. die Edelknechte Albrecht d. Ä. von Echter, Stammvater der Herren von Echter, und Wortwin von Ungelaube 1335 und 1336 urkundlich auf. Sie erwarben darin den Zehnt zu Beerfurth und wurden vom Schenk Konrad, Herr zu Erbach, damit belehnt.

### Grafschaft Erbach

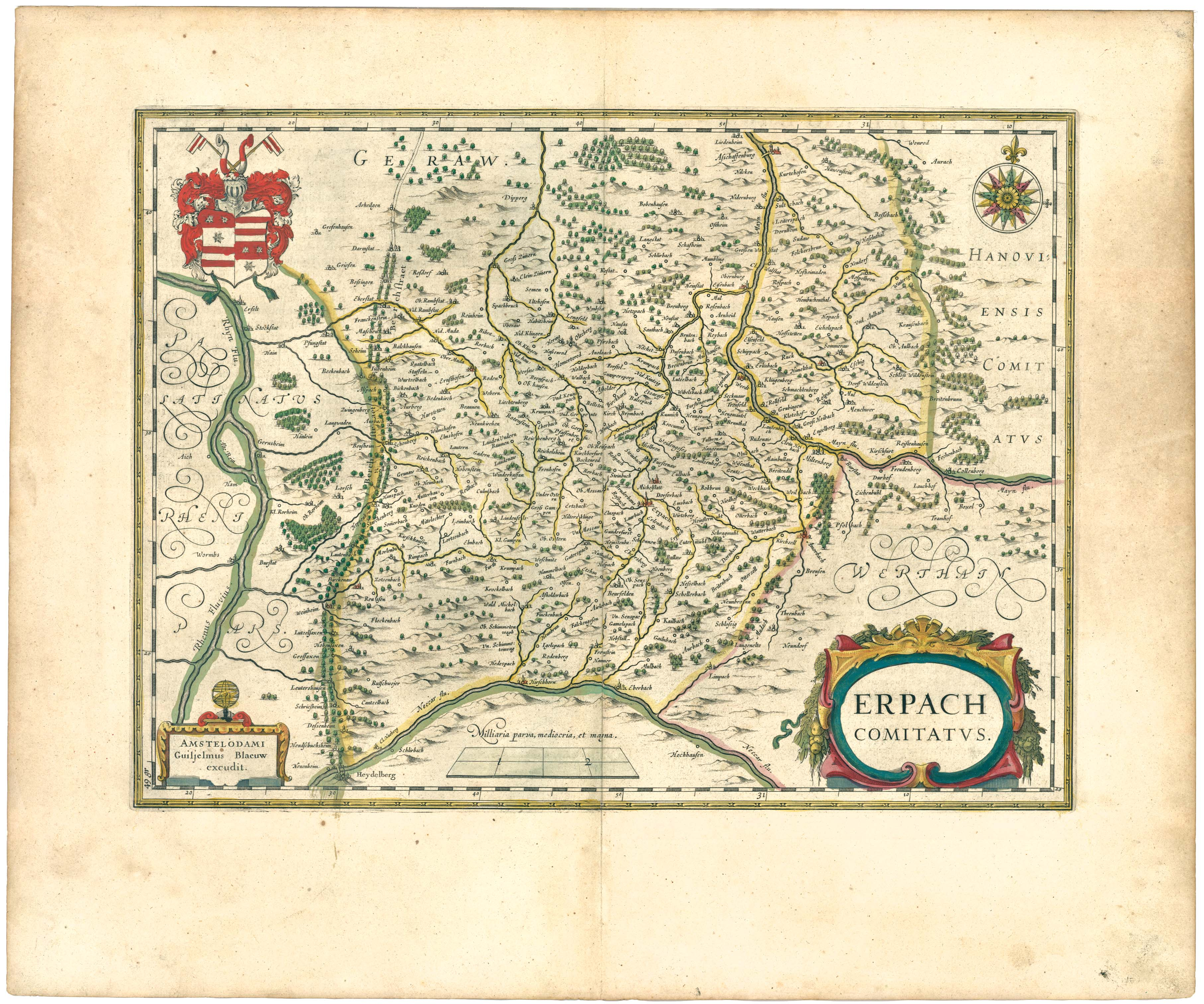
Karte der Grafschaft Erbach 1645

1532 erfolgte die Erhebung in den Reichsgrafenstand und damit in den Hochadel, nachdem die Erbacher bereits seit dem 13./14. Jahrhundert trotz der Herkunft aus der Reichsministerialität als Angehörige des hochadeligen Herrenstandes gegolten hatten.
Ab 1544 war in der gesamten Grafschaft Erbach die Reformation eingeführt. Erst 1761 setzten für den Bergbau und die Verhüttung zugewanderte Fachleute aus katholischen Gebieten wie Tirol, der Steiermark oder dem Erzgebirge durch, dass sie wieder in Michelstadt einen katholischen Gottesdienst abhalten durften. Auch in Erbach ist 40 Jahre später – 1802 – eine katholische Messe nachgewiesen.
Im Grundriß der Staatskunde des deutschen Reichs in ihrem ganzen Umfange schrieb 1796 Friedrich Leopold Brunn zur Grafschaft Erbach:

„Die Grafsch. Erbach liegt im fränkischen Kreise auf dem Odenwalde, und grenzt an das wertheimische, an die untere Pfalz, an die Bergstraße und an die obere Grafsch. Katzenelnbogen. Der Boden ist gebirgicht, aber doch ziemlich fruchtbar. Der vornehmste Fluß ist die Mümling. Produkte sind: Getreide, darunter vorzüglich Spelz und Weizen, Buchweizen, Kartoffeln, Wein, Nüsse, Holz, Viehzucht, Bienenzucht, Eisen, Marmor, mehrere Steinarten. Die Industrie in Manufakturen und Fabriken ist mittelmäßig. Man führt aus: Spelzmehl, Hafer, Buchweizen, Holz, Kohlen, Potasche, Vieh, Eisen, Nüsse, Honig u. Wachs. Das Land hat seine eignen regierenden Grafen, welche sich in 3 Linien, nemlich in das Haus Erbach-Erbach, Erbach-Schönberg und Erbach-Fürstenau theilen. Es steht aber dem größten Theile nach unter churpfälzischer Oberlehenshoheit. Die vornehmsten Oerter darin sind: Michelstadt, Hptst. Sitz der gemeinschaftl. Regierung, Eisenhammer. – Erbach, kl. St. a. Mümling. Gammelsbach und Schellenbach, Dfr. Eisenhammer. – Fürstenau, altes Schl., Schmelzofen. – Steinbach, Df. Eisenhütte und Hammerw. – Reichenberg, Schl. Vortrefl Weinbau. – Schönberg Schl. u. Paß. a.d. Bergstraße.“

Die zum Fränkischen Reichskreis gehörende Grafschaft hatte um 1800 etwa 526 km² mit ca. 33.000 Einwohnern. Infolge der Rheinbundakte (Artikel 24) fiel 1806 der Großteil der Grafschaft an das Großherzogtum Hessen, der Rest an das Königreich Bayern.

## Besitzungen und Linien
Die gegen Ende des 12. Jahrhunderts entstandene Burg in Erbach im Odenwald wurde im 13. Jahrhundert gezwungenermaßen den Pfalzgrafen bei Rhein zu Lehen aufgetragen. Die Güter der Erbacher stammten überwiegend aus dem ehemaligen Besitz des Klosters Lorsch um Michelstadt, das 1232 an Kurmainz gefallen war, sowie Beerfelden, ein Pfälzer Lehen, und Reichelsheim.
Ab 1314 war der gesamte Erbachische Besitz pfälzisches Lehen. Das Haus Erbach hatte vorher oft in Kämpfen mit der Kurpfalz gestanden. 1556 kam durch Erbschaft die halbe Herrschaft Breuberg zur Grafschaft.
Im Jahre 1270 erfolgte die erste Teilung der Erbacher, aus der die folgenden Linien hervorgingen:
- Ältere Linie Erbach-Erbach (bis 1503)
- Mittlere Linie Erbach-Reichenberg (Fürstenau)
- Jüngere Linie Erbach-Michelstadt (bis 1531)

Es folgten danach weitere Teilungen, bei denen die Namen der erloschenen Linien immer wiedergewählt wurden. Als letzte entstanden 1717/1718 die folgenden Linien bei der Erbteilung aus der einzig verbliebenen sukzedierten Linie Erbach-Fürstenau; sie existierten am Ende des Alten Reichs noch als reichsunmittelbare Territorien in Nutzteilung ohne Grundteilung der Grafschaft Erbach:
- Ältere Linie Erbach-Fürstenau mit den Ämtern Michelstadt, Freienstein, Fürstenau und Rothenberg (letztgenanntes Amt erst seit 1797 durch Kauf; s. unten Nebentitel).
- Mittlere Linie Erbach-Erbach (aus einer jüngeren Linie Erbach-Reichenberg nach Aussterben der älteren Linie Erbach-Erbach 1731) mit den Ämtern Erbach, Reichenberg und Wildenstein; später zugleich Grafen von Wartenberg-Roth (s. unten Nebentitel).
- Jüngere Linie Erbach-Schönberg mit den Ämtern Schönberg und König und der Hälfte der Herrschaft Breuberg.

### Schlösser und Burgen des Hauses Erbach
Die nachfolgende Galerie vereinigt Abbildungen von Repräsentativbauten, die zum historischen Besitz einer Familie der drei Zweige des Hauses Erbach gehörten bzw. noch immer gehören. Während die Grafenhäuser in Erbach und Fürstenau bis heute bedeutende Teile ihrer historischen Besitzungen bewirtschaften, geriet die gefürstete Linie Schönberg unter Fürst Georg Ludwig (1903–1971) in Vermögensverfall.
Linie Erbach-Fürstenau

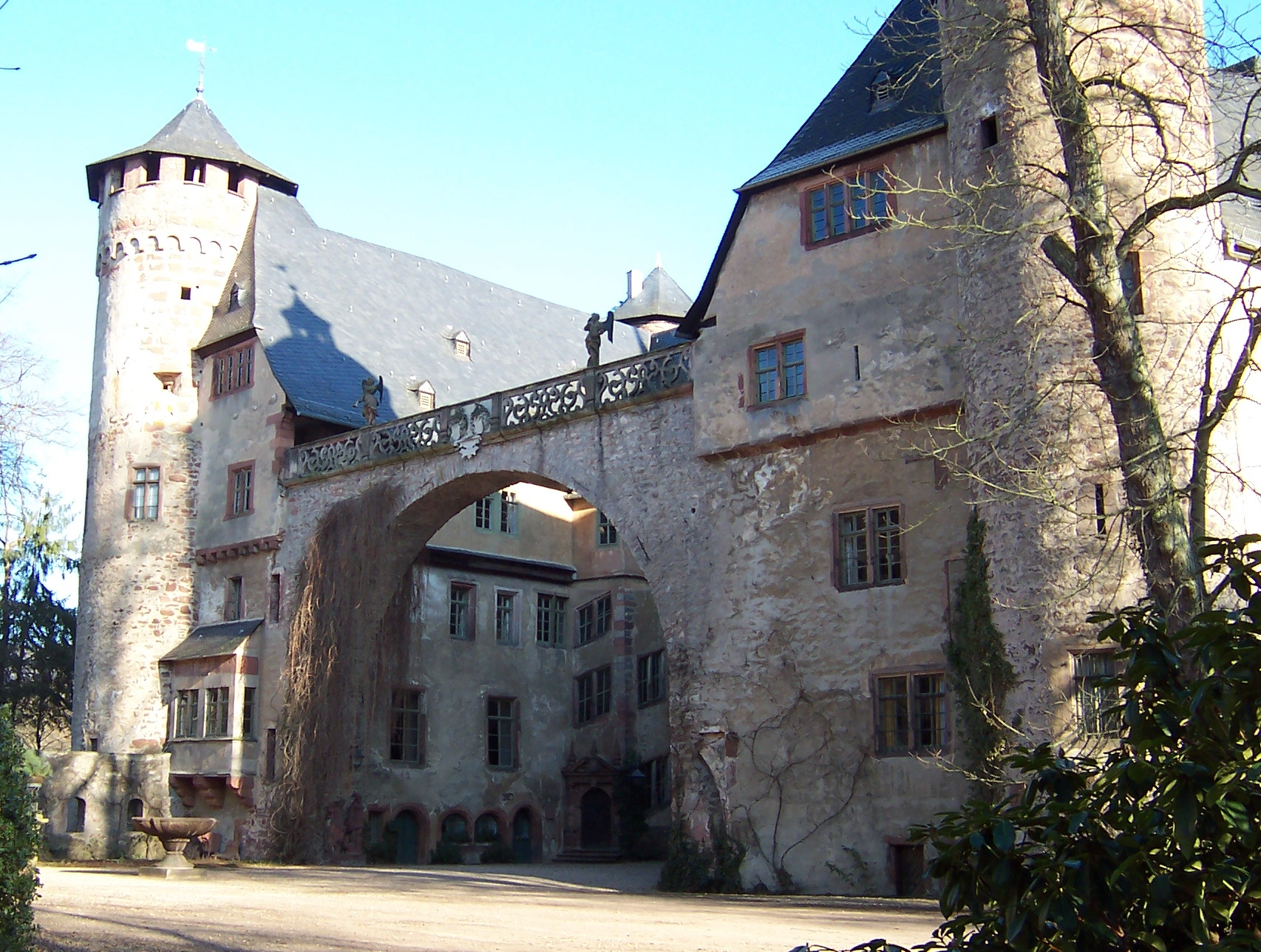
Schloss Fürstenau
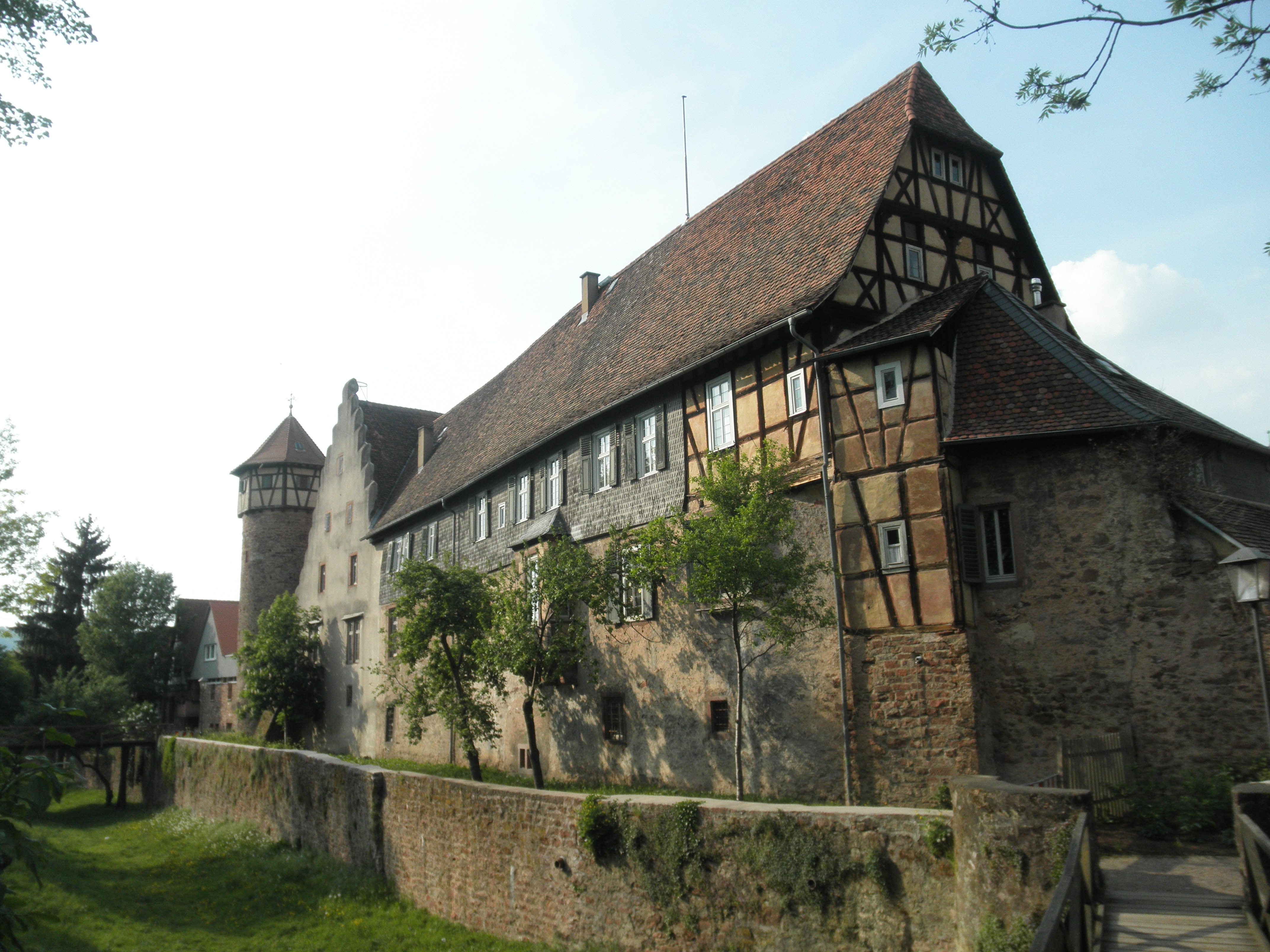
Burg Michelstadt
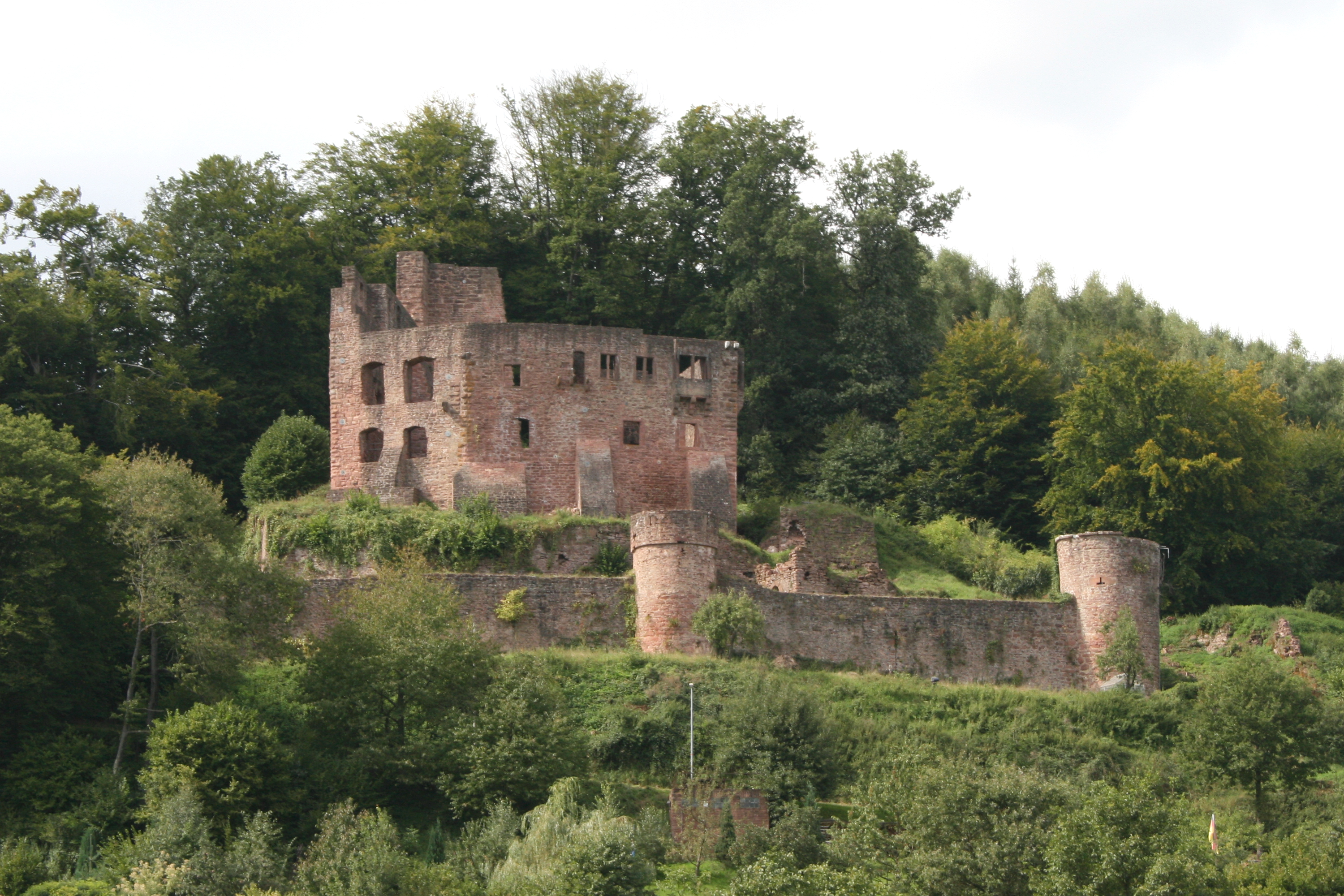
Burg Freienstein
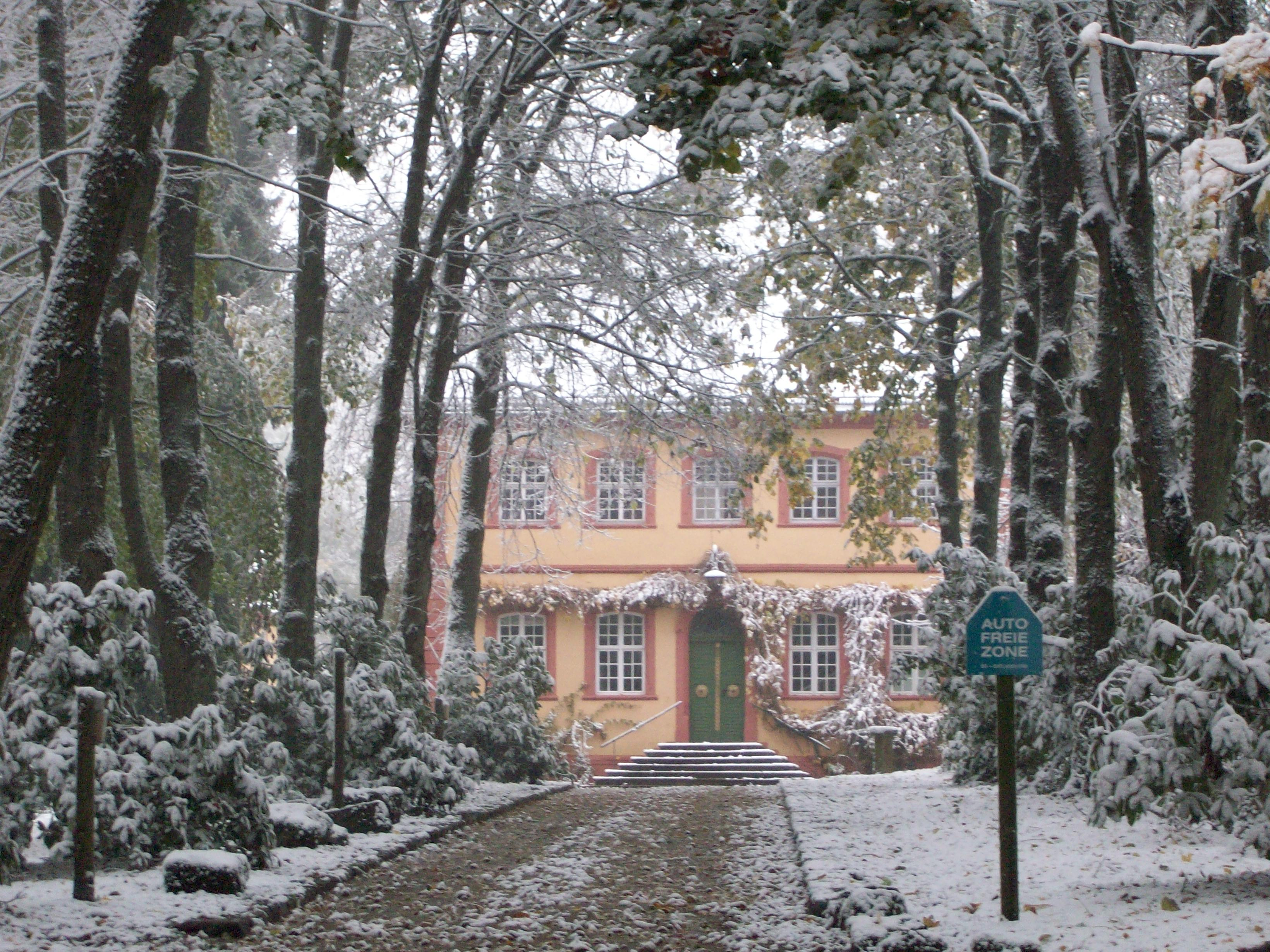
Jagdschloss Krähberg
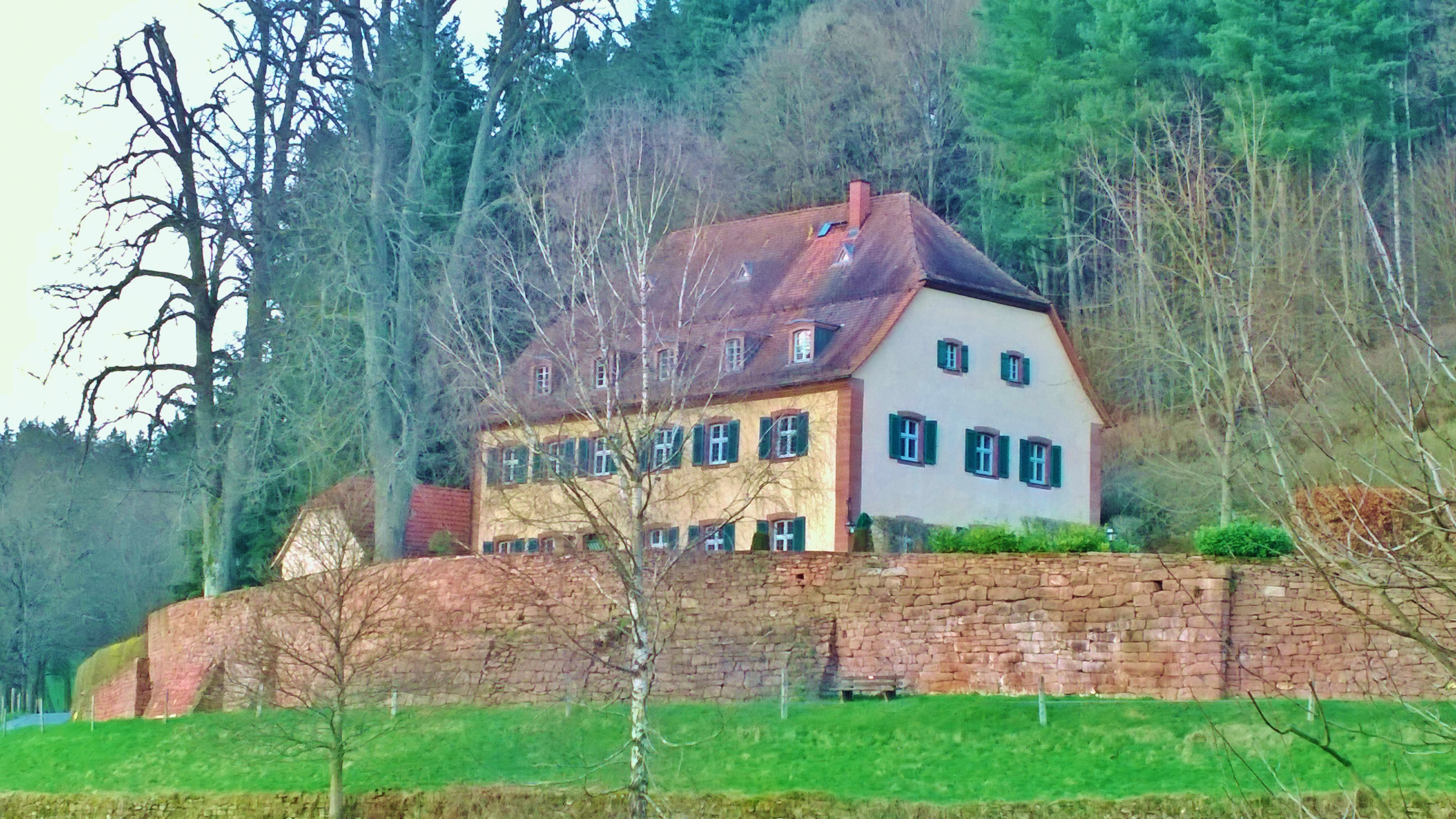
Jagdhaus Steingrund

Linie Erbach-Erbach

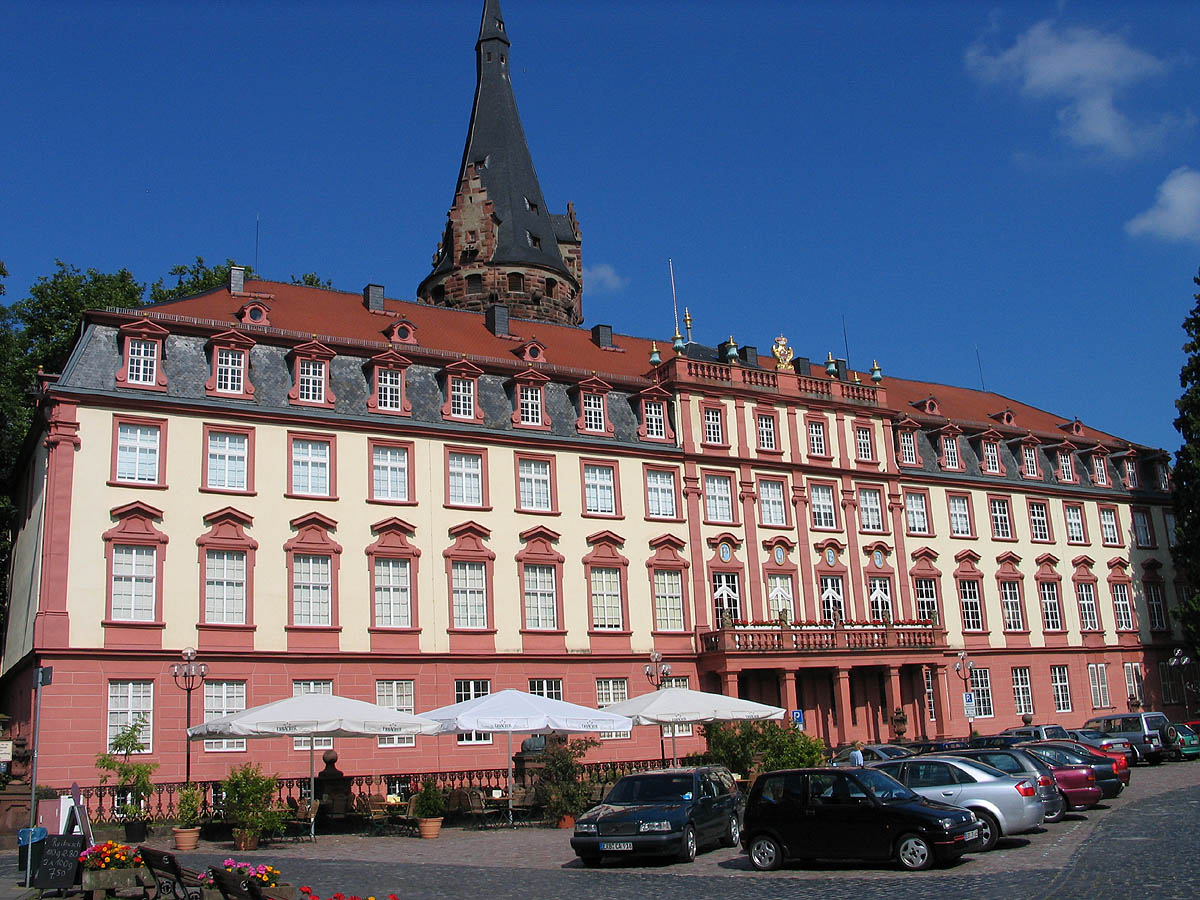
Schloss Erbach
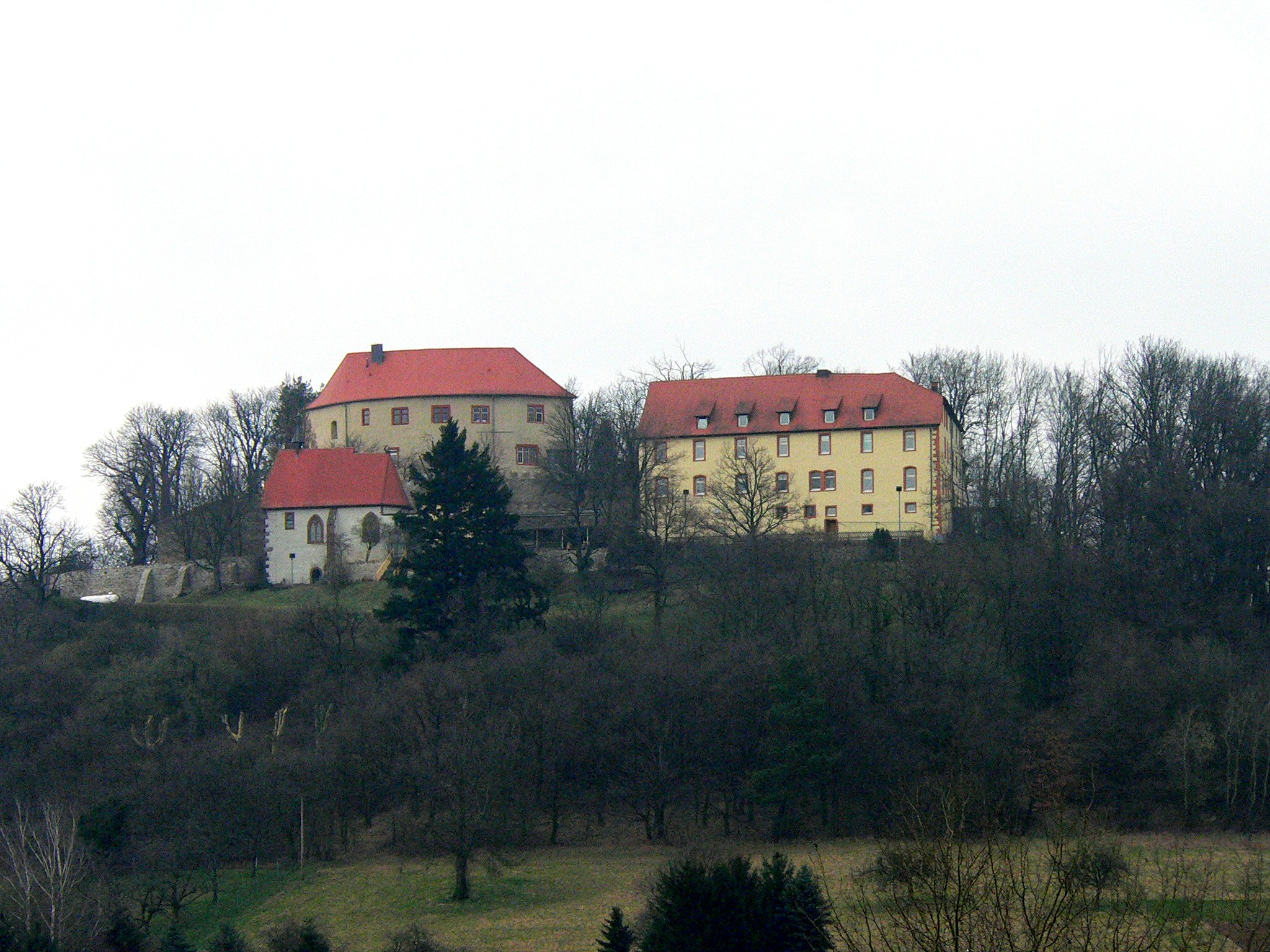
Schloss Reichenberg
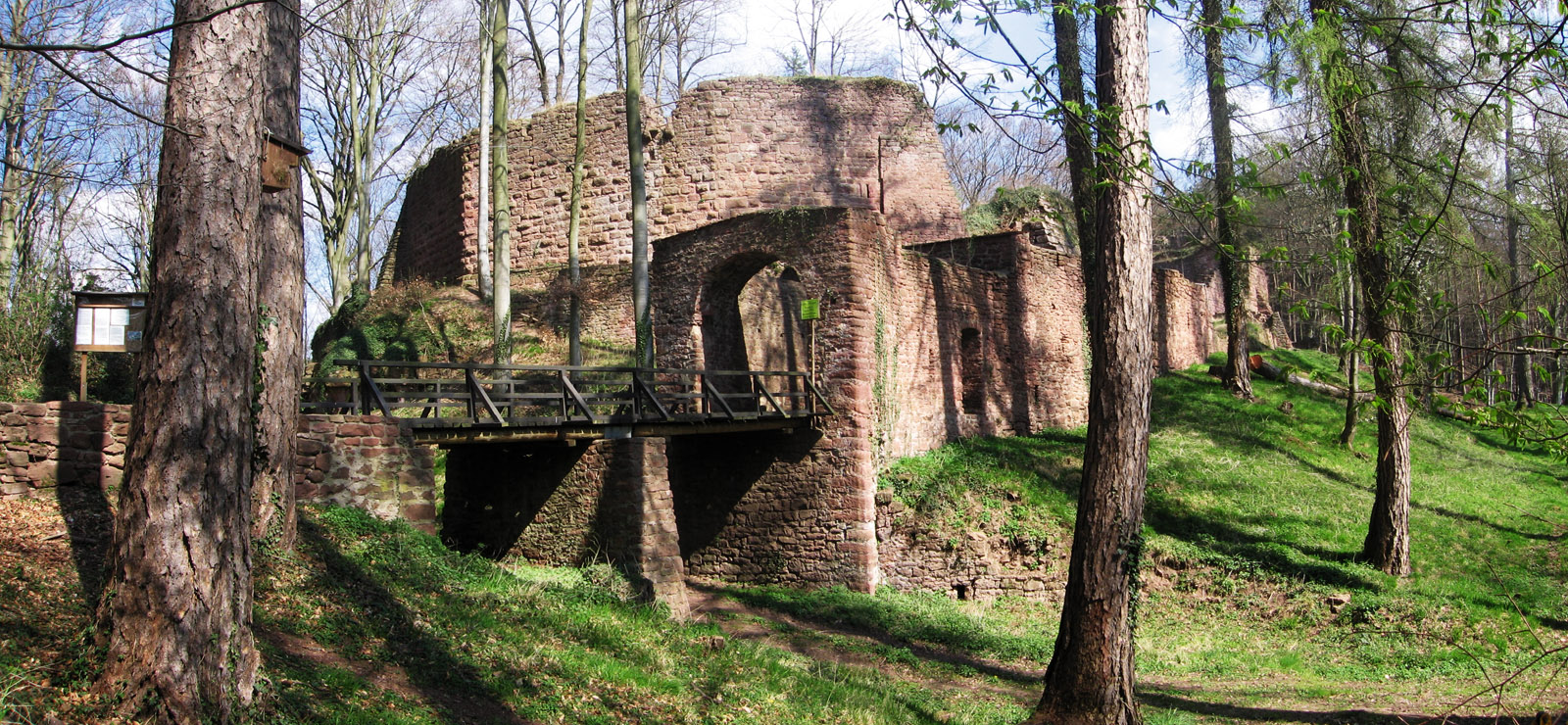
Burg Wildenstein (Eschau)
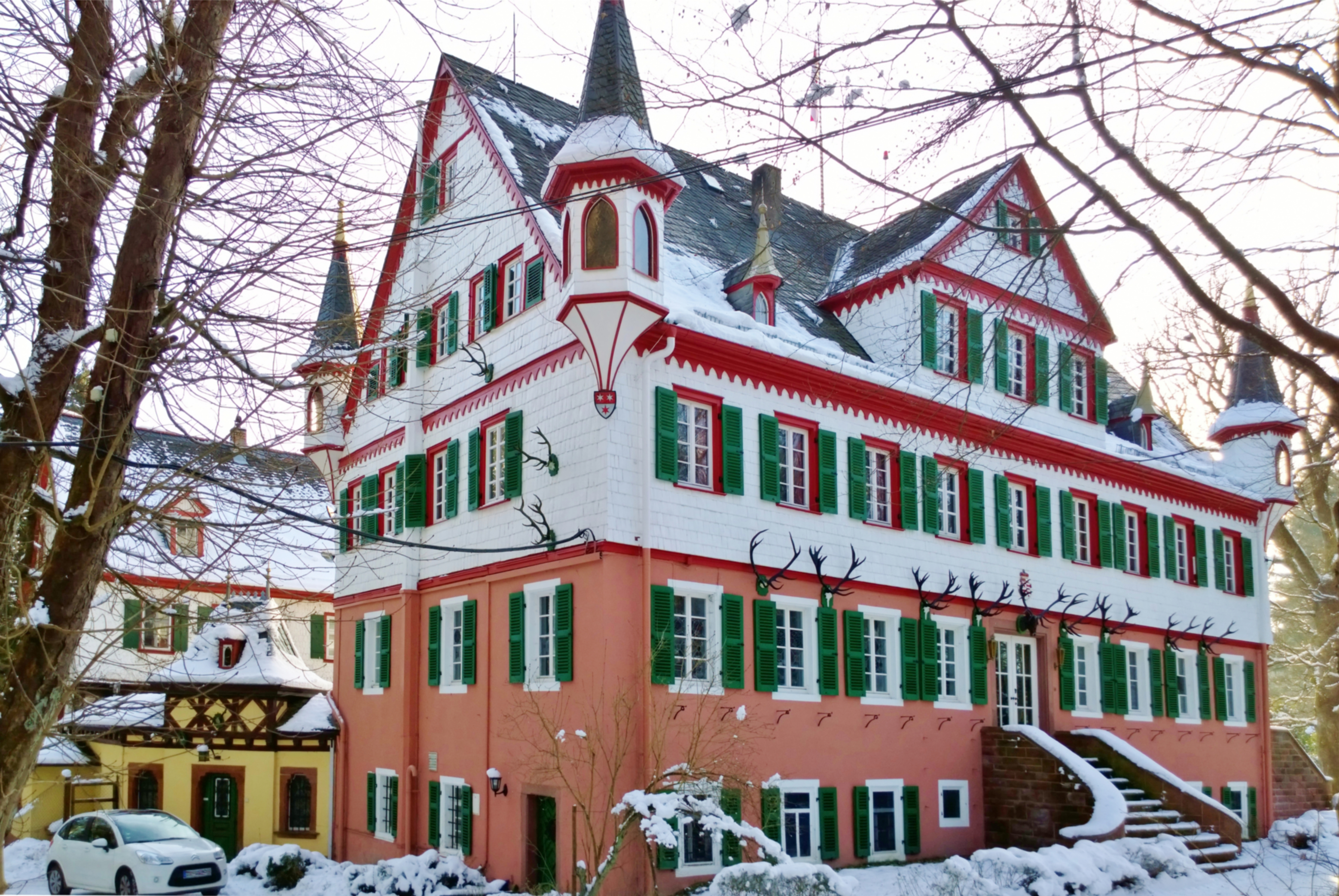
Jagdschloss Eulbach
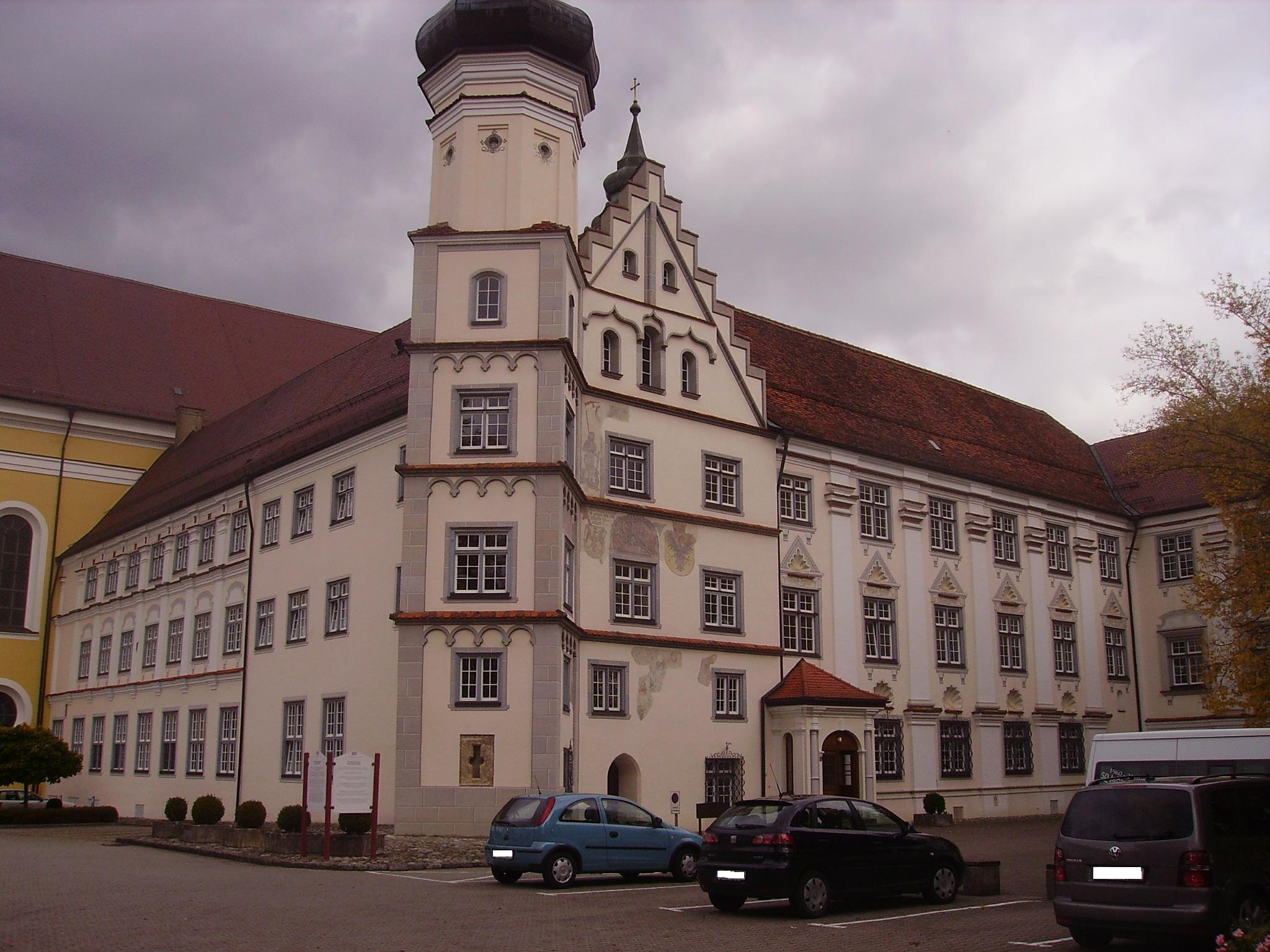
Klosterhof der Reichsabtei Rot an der Rot

Linie Erbach-Schönberg

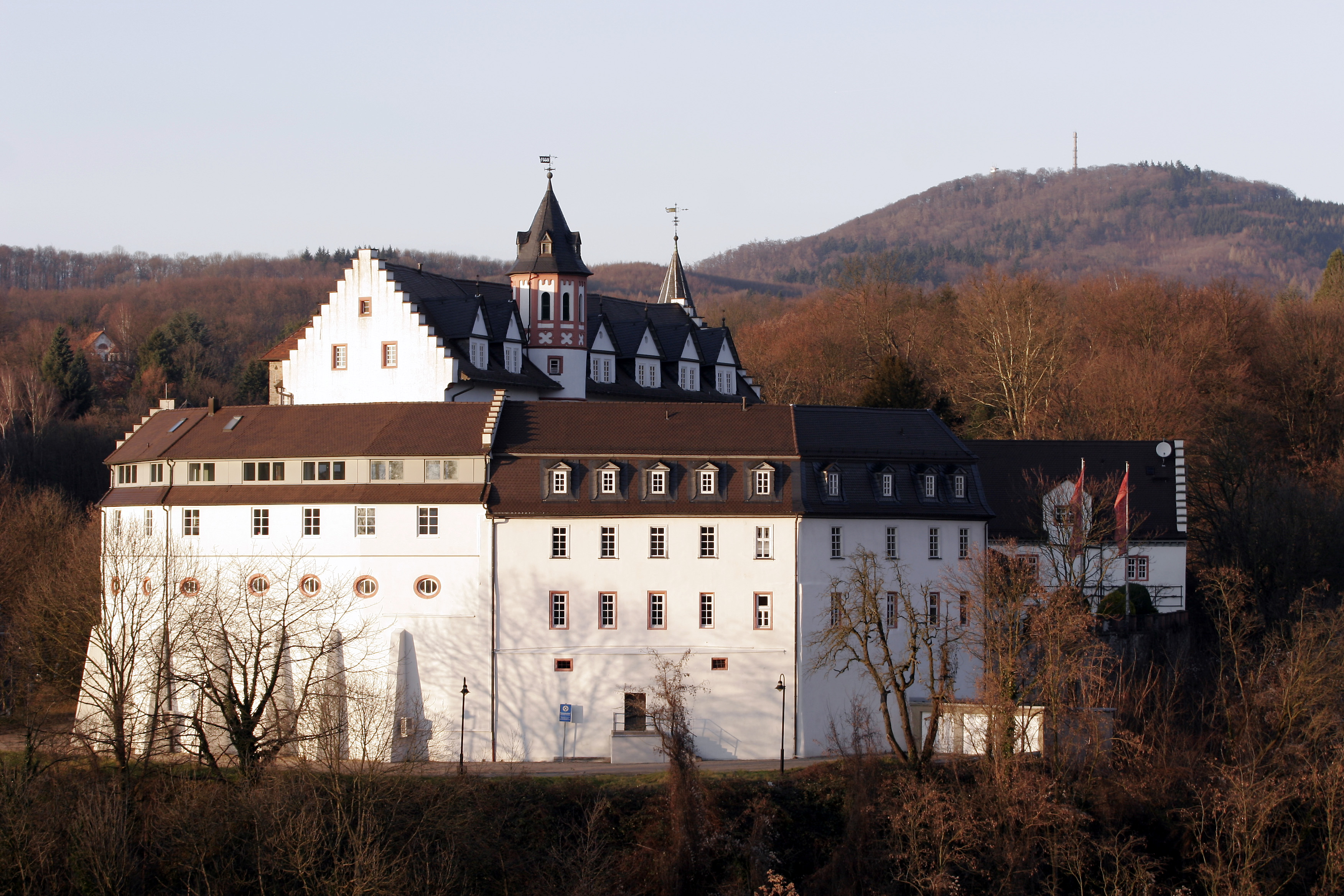
Schloss Schönberg
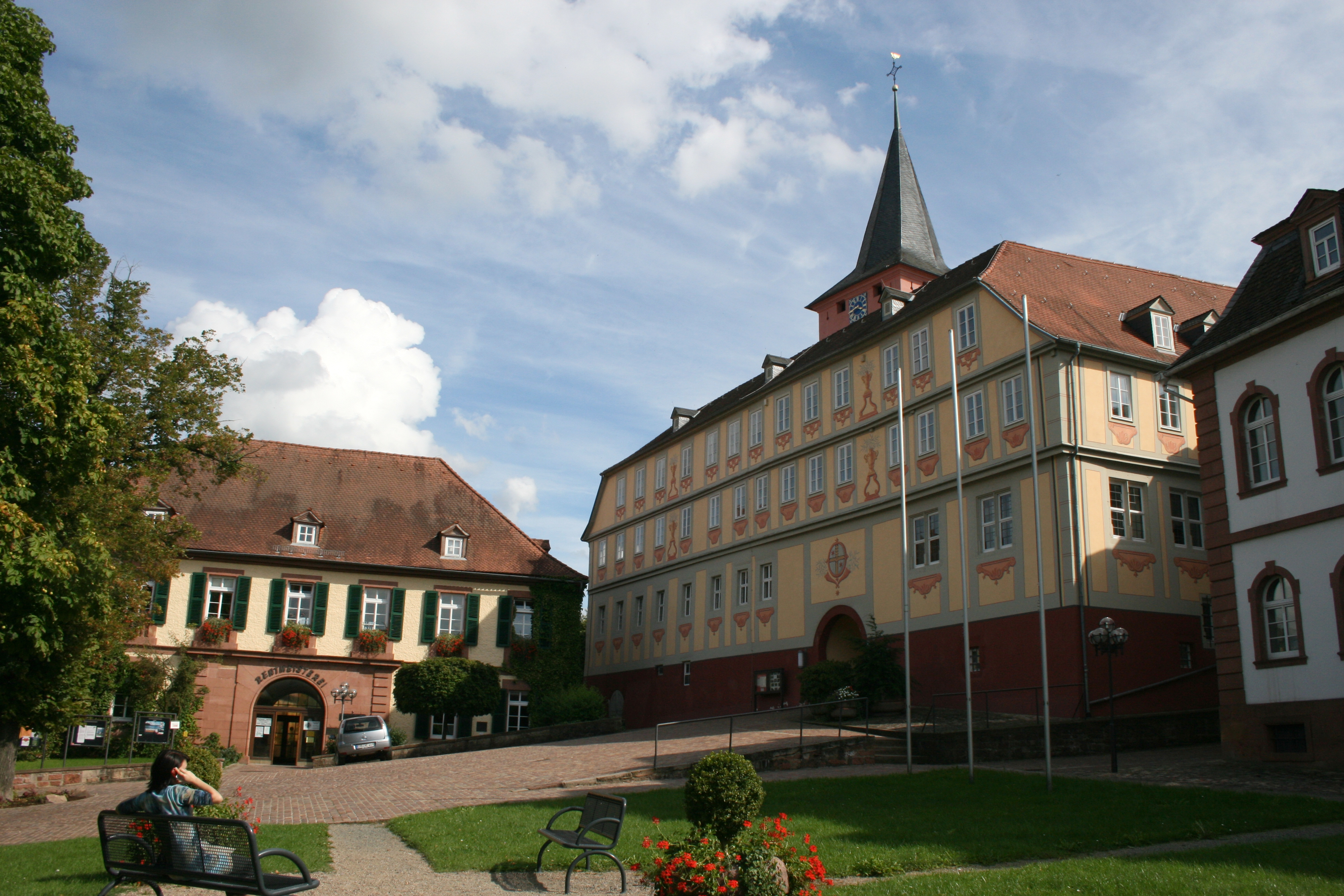
Altes Schloss Bad König
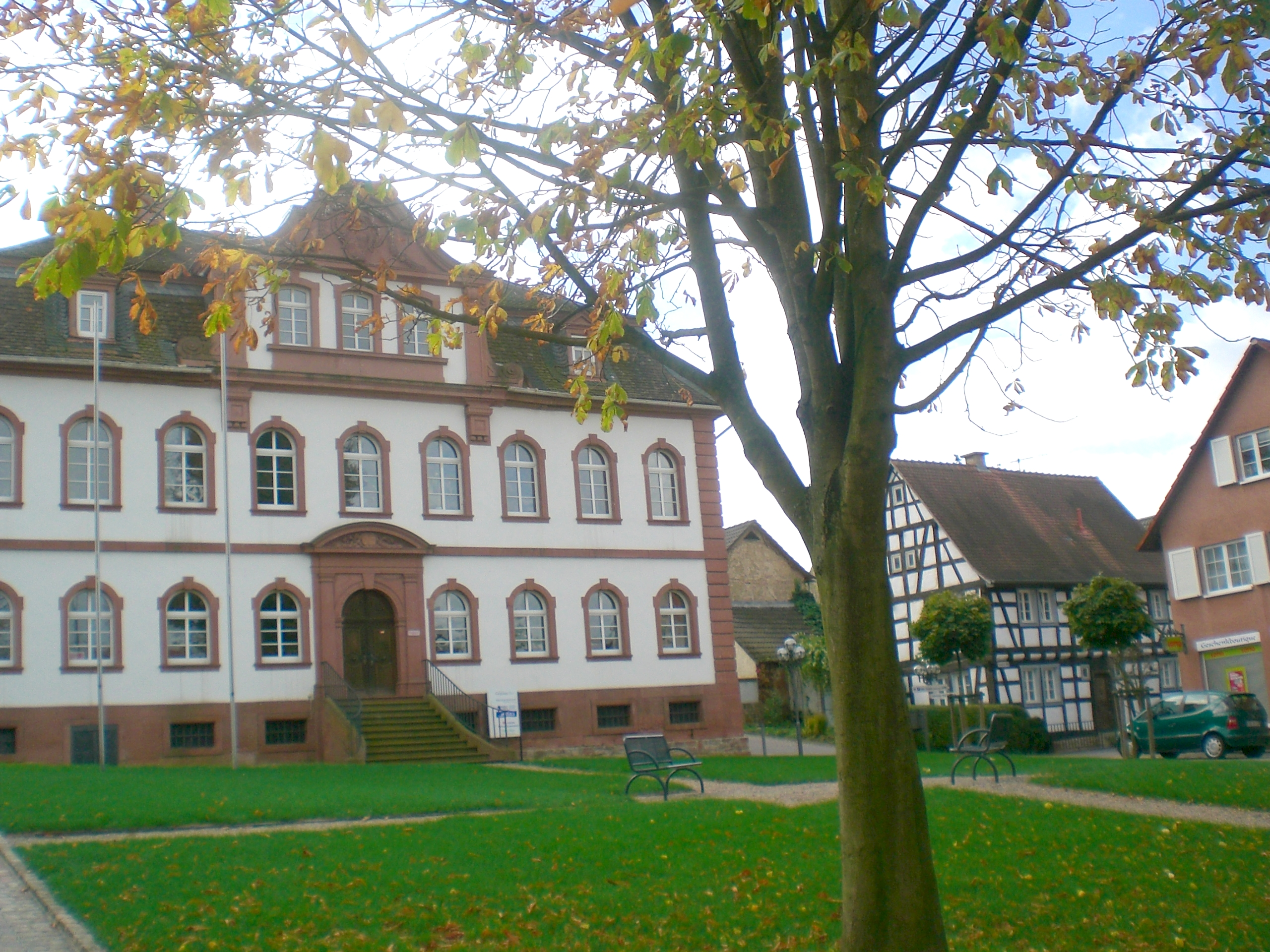
Neues Schloss Bad König
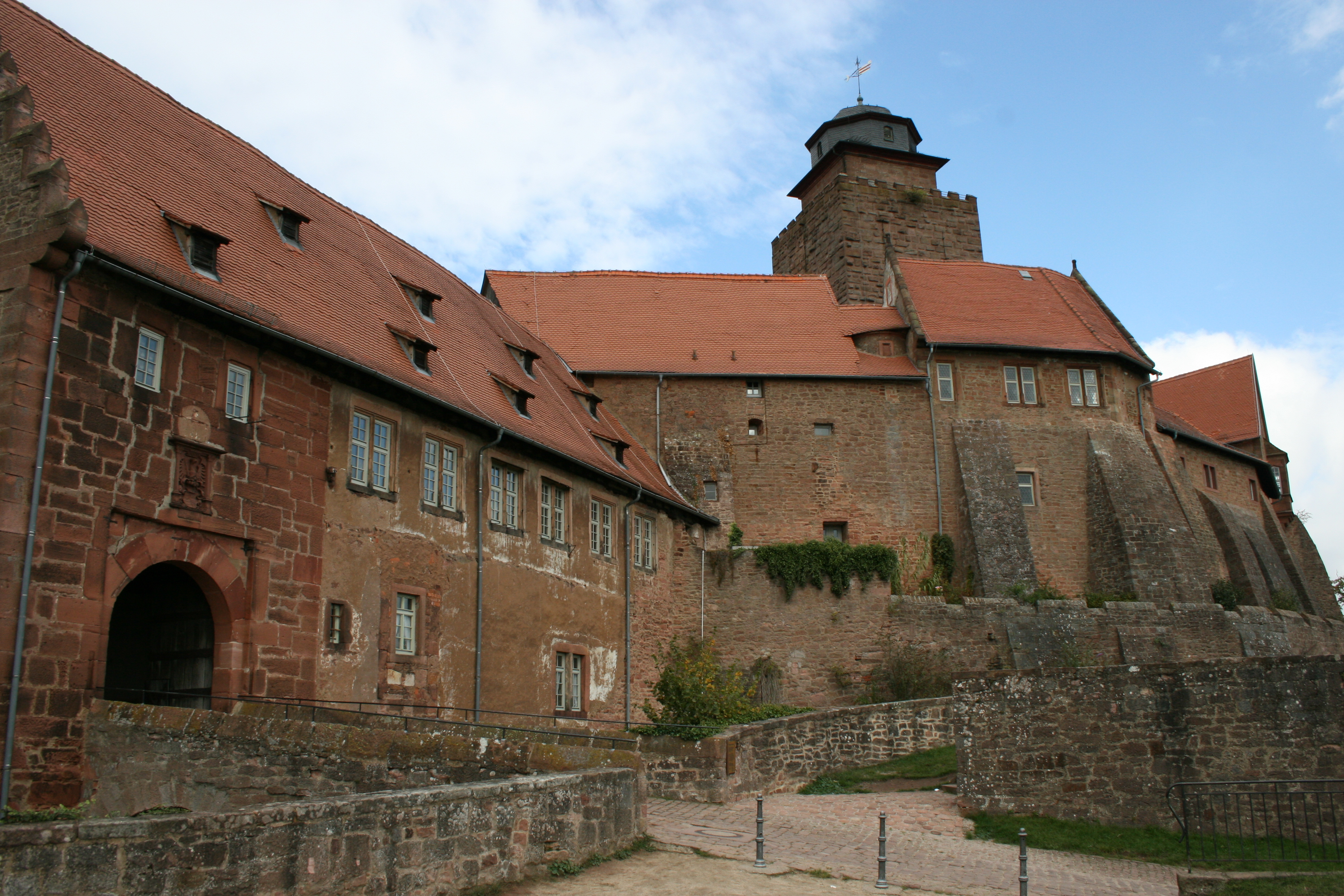
Burg Breuberg (Teilbesitz)
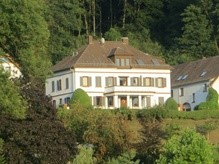
Hofgut Hohenstein bei Lautertal-Reichenbach

### Münzprägestätte des Hauses Erbach
Die Grafschaft hatte von 1545 bis 1691 eine eigene Münzprägung.

## Symbole und Titulaturen

### Wappen und Rangsybole

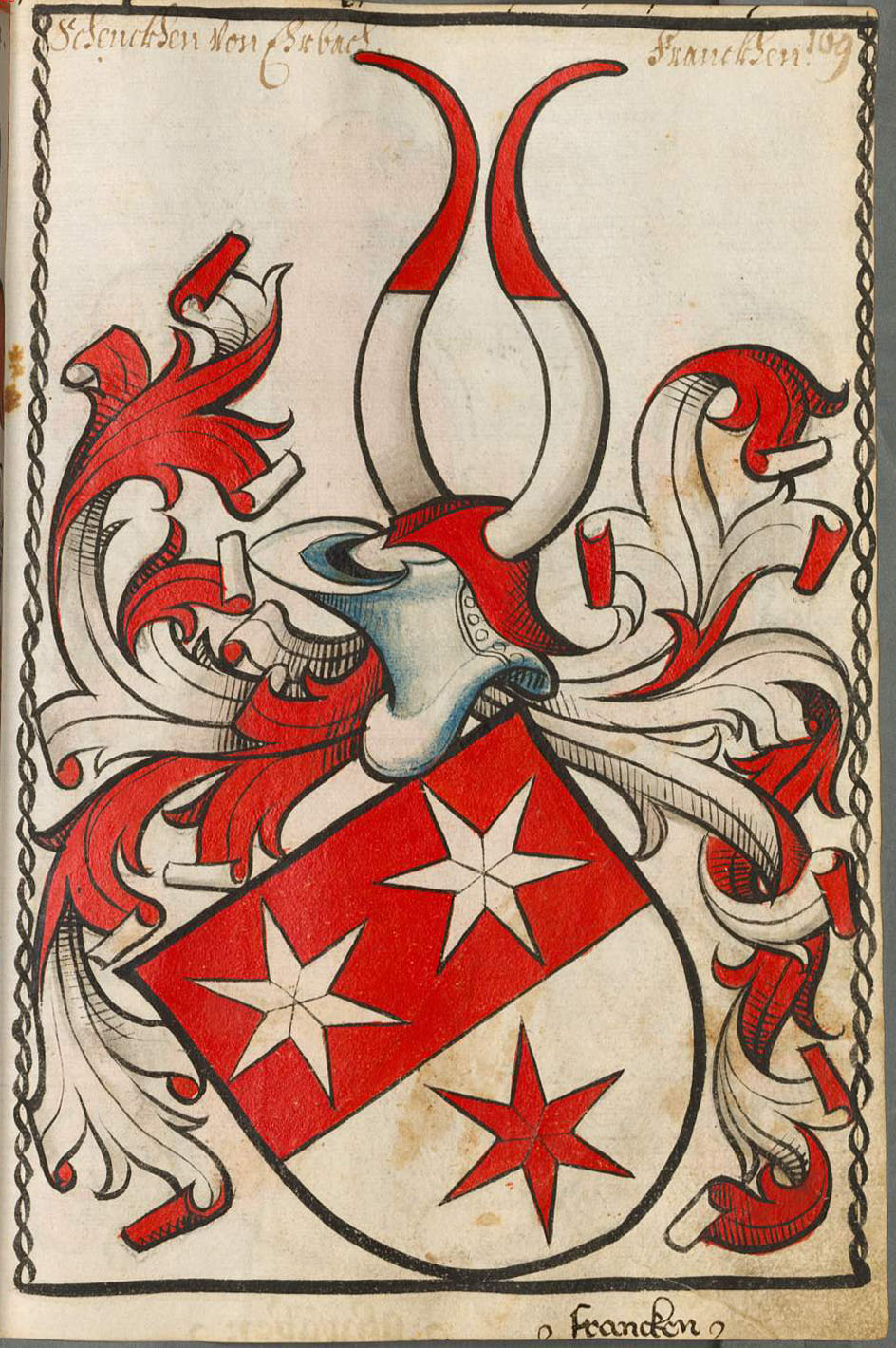
Stammwappen der Herren von Erbach nach dem Scheiblerschen Wappenbuch. Geteilt von Rot und Silber, oben zwei sechsstrahlige silberne Sterne, unten ein roter sechsstrahliger Stern. Auf dem Helm mit rot-silbernen Decken zwei von Silber und Rot geteilte Büffelhörner.
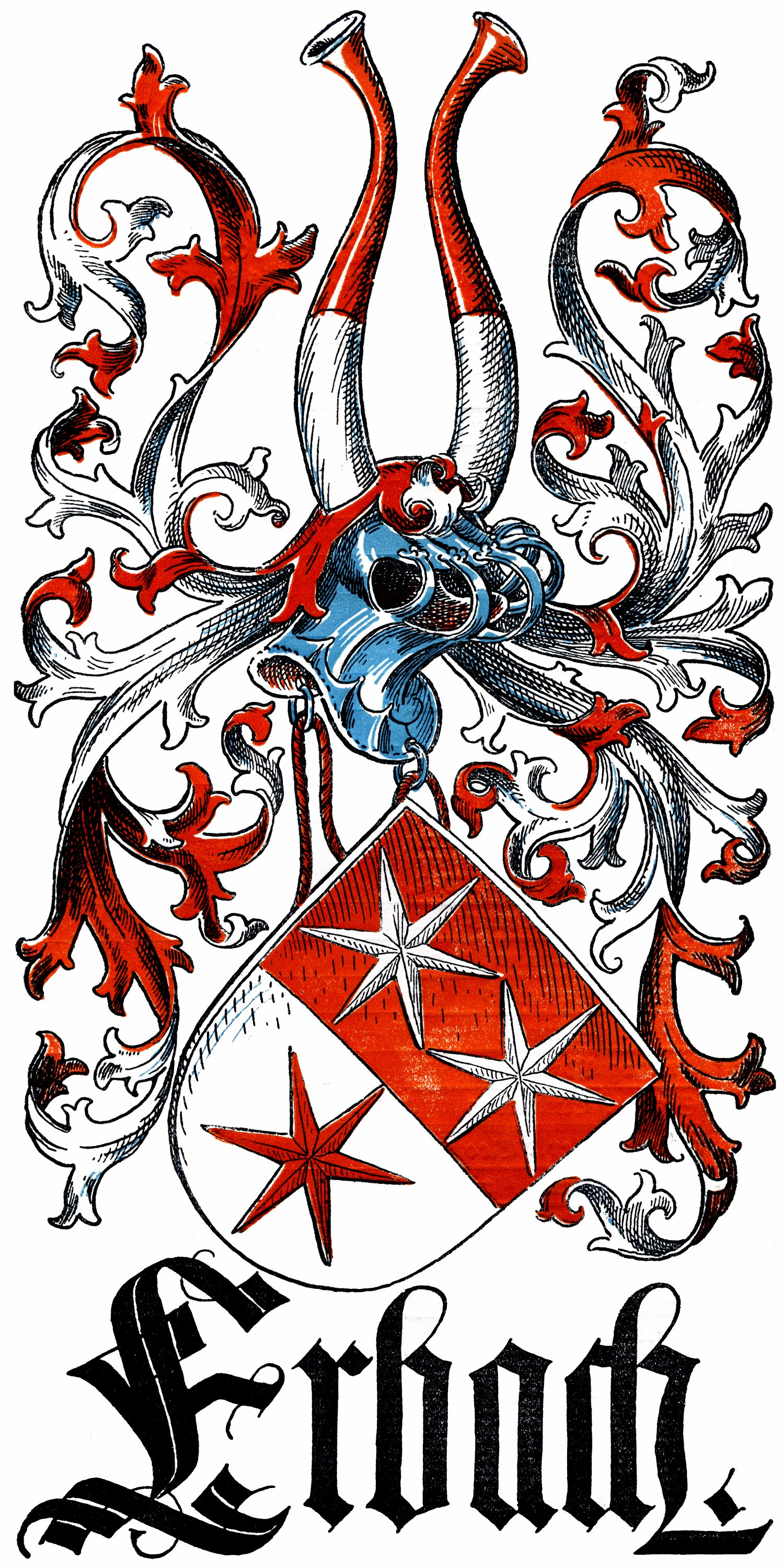
Wappengrafik von Otto Hupp im Münchener Kalender von 1897.
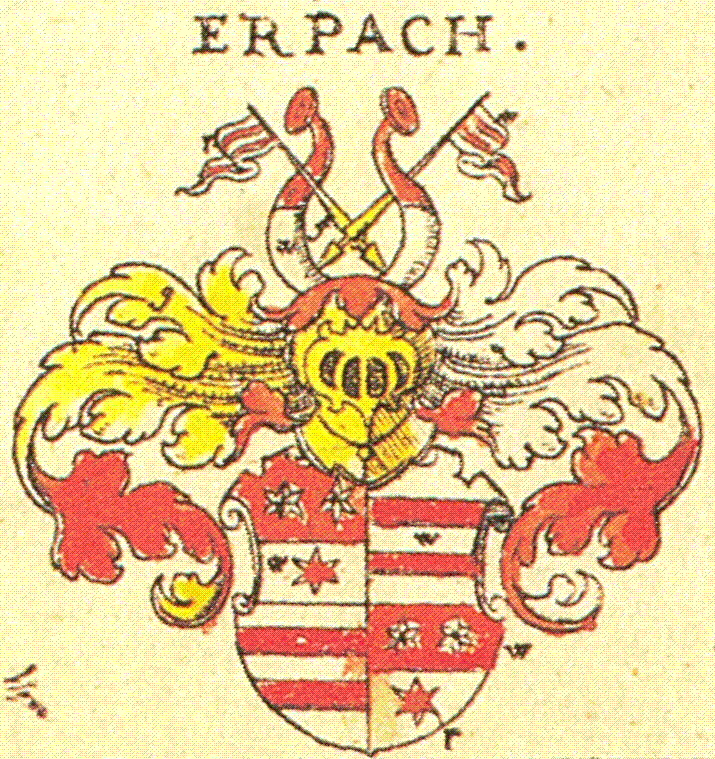
Gemehrtes Wappen der Grafen von Erbach und Herren zu Breuberg nach dem Wappenbuch von Johann Siebmacher.
Wappen der Herren von Breuberg, das in die gemehrten Wappen der die Herrschaft Breuberg gemeinsam besitzenden Grafen von Erbach und der Grafen und Fürsten von Löwenstein-Wertheim eingegangen ist.
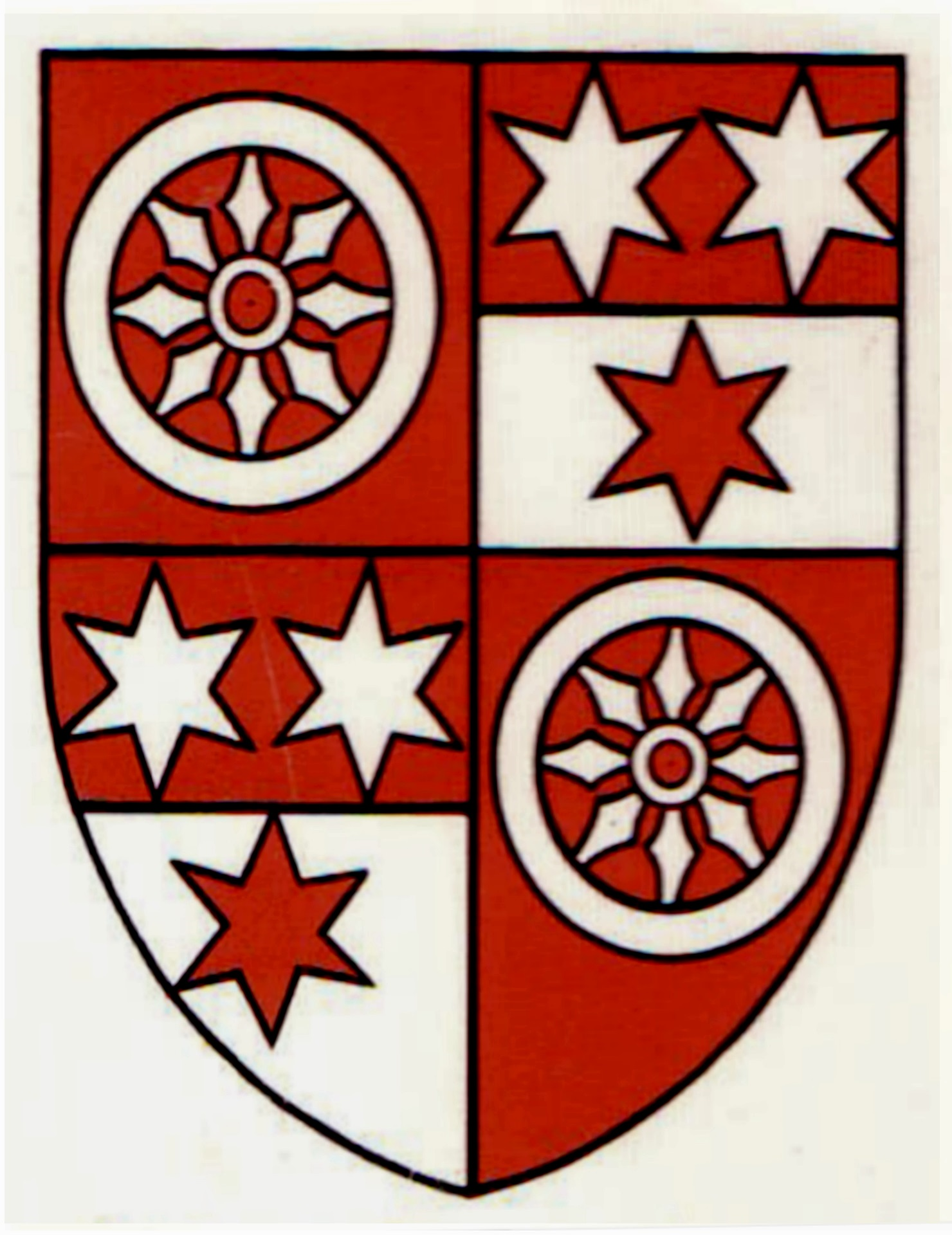
Wappen des Dietrich Schenk von Erbach (1390–1459) als Erzbischof von Mainz.
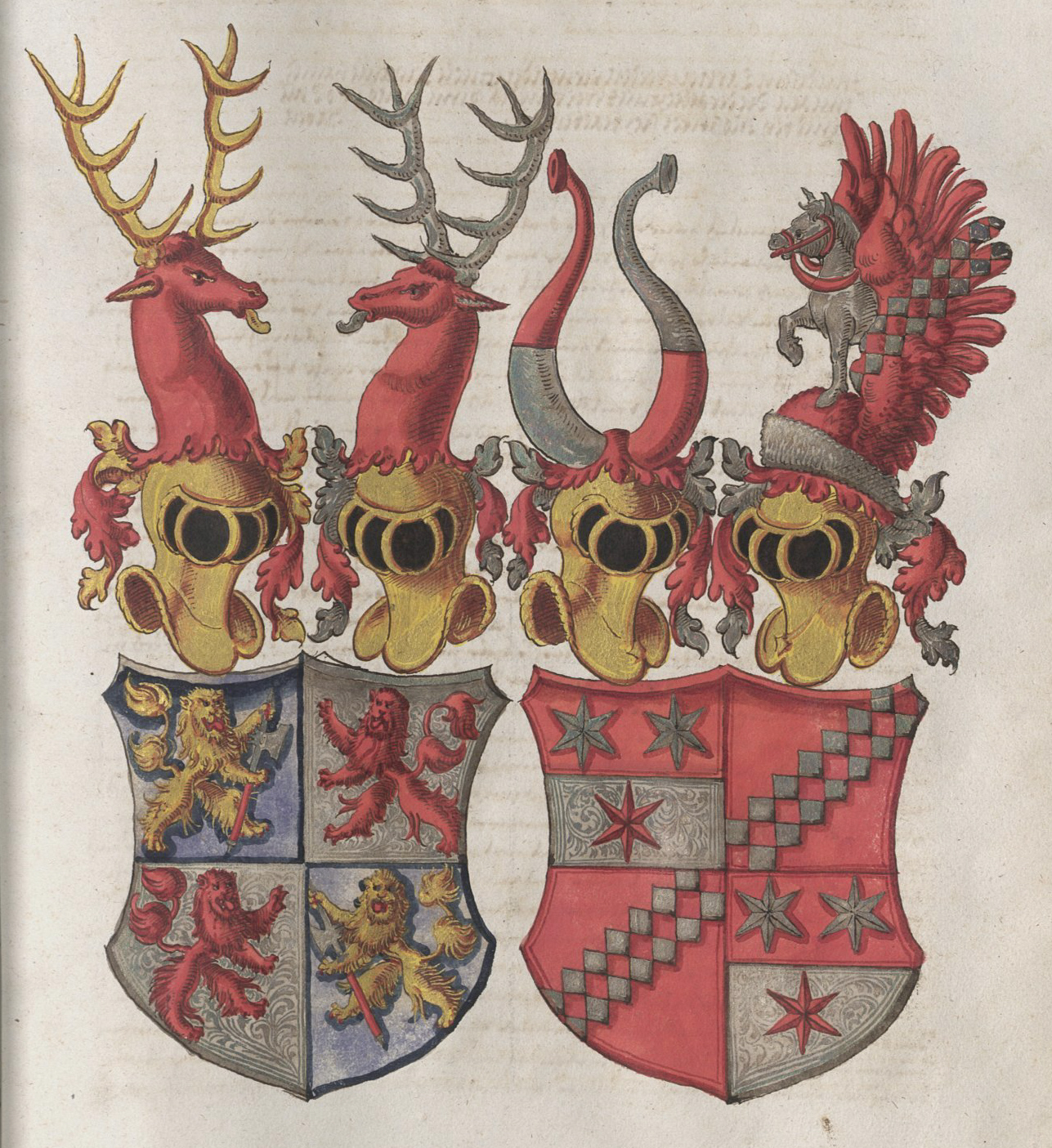
Wappen des Johann Werner von Zimmern des Jüngeren und seiner Frau Katharina von Erbach, die als Tochter des Schenken Valentin, Herr zu Erbach und Bickenbach (1466–1503) das nur kurzzeitig verwendete gemehrte Wappen der Herren von Erbach und Bickenbach führte.
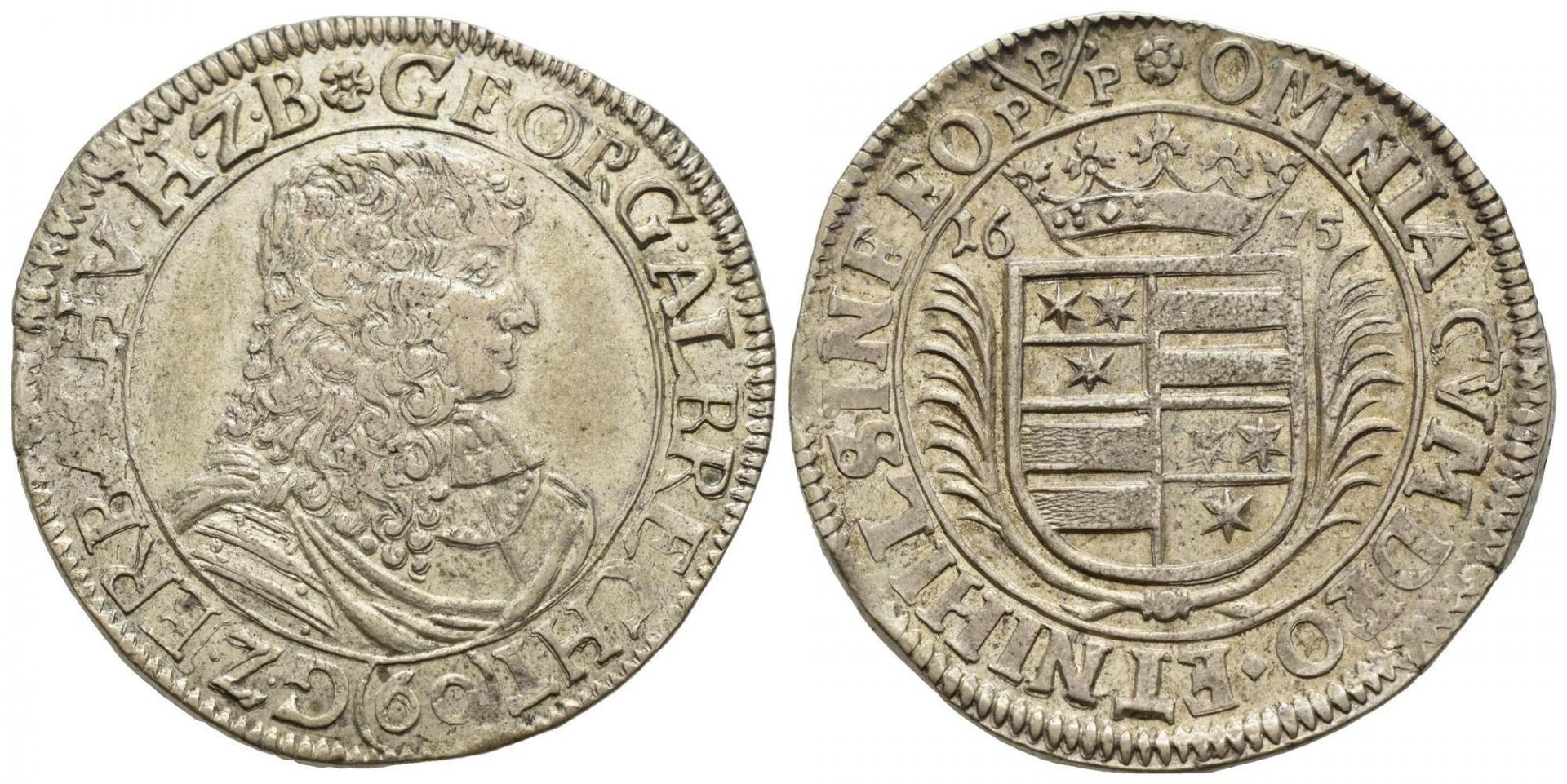
Gulden-Prägung aus der Münze der Grafschaft Erbach von 1675 mit Georg Albrecht, Graf zu Erbach und Herr zu Breuberg (Avers), und dem erbach-breubergischen Wappen (Revers).
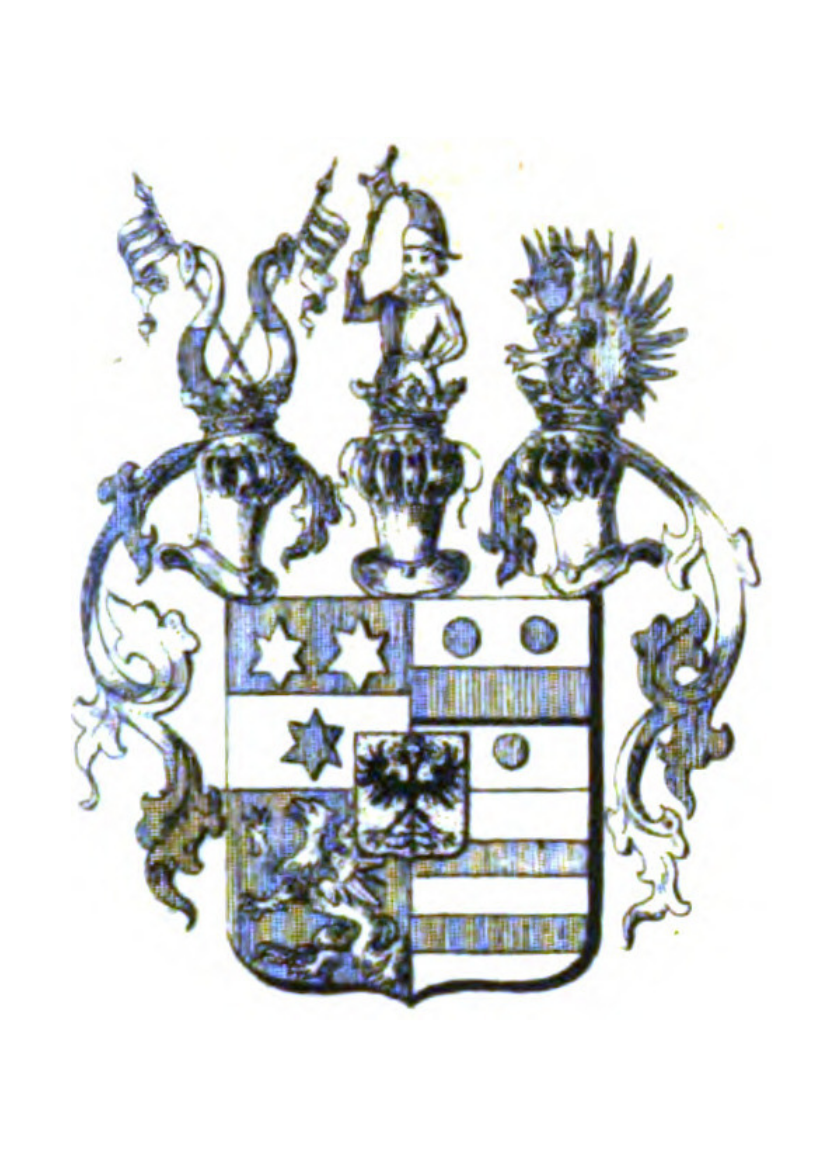
Wappen der „Grafen von Erbach-Wartenberg-Roth“ gemäß der Bayerischen Adelsmatrikel mit den Wappenelementen der Grafen zu Erbach (drei Sterne), der Grafen von Wartenberg (Balken, drei Kugeln), der Abtei Rot (Greif) und der Herren von Breuberg (zwei Balken), belegt mit dem 1755 als Gnadenwappen gewährten kaiserlichen Adler.
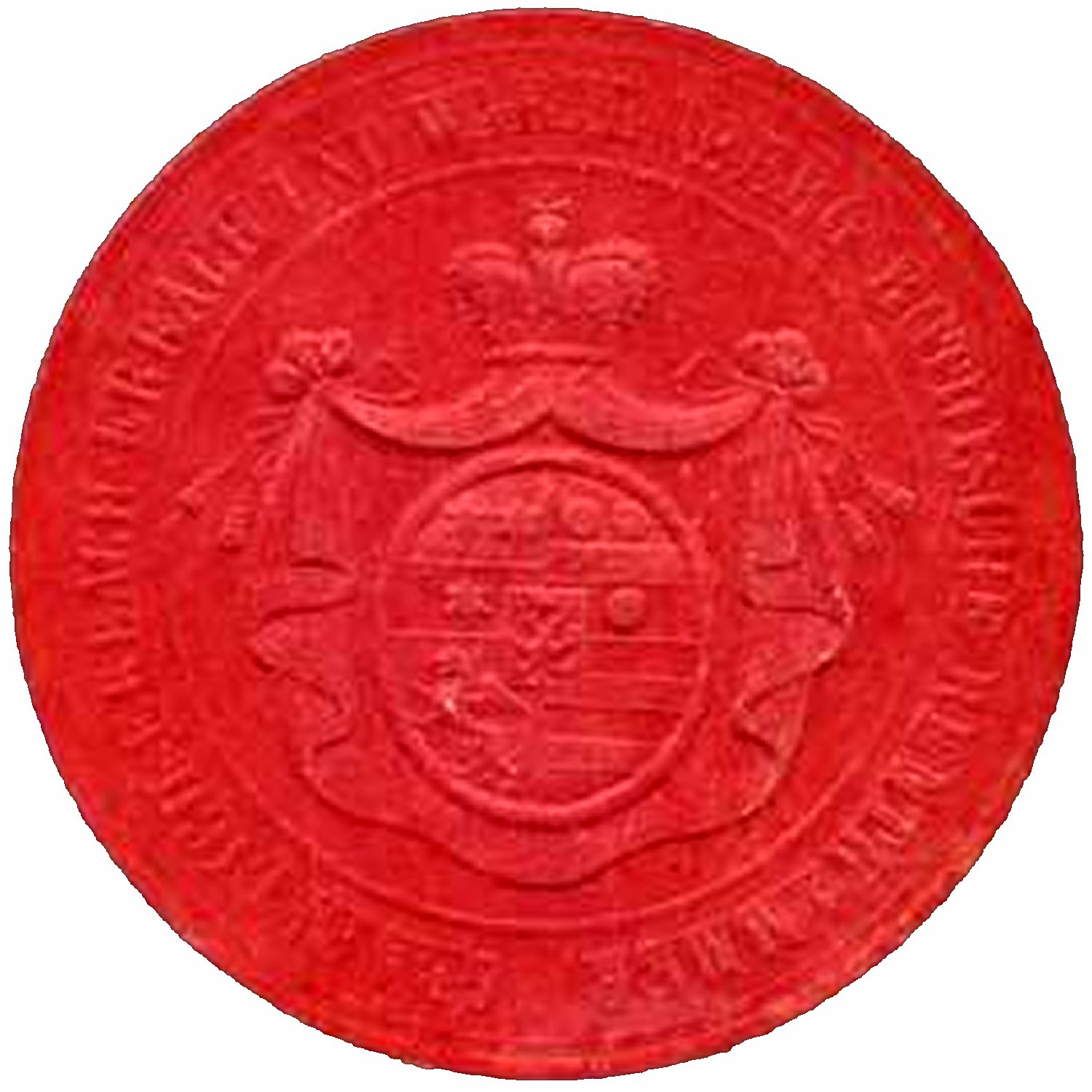
Siegelmarke der Gräflichen Rentkammer mit den Elementen vorstehenden Wappens.
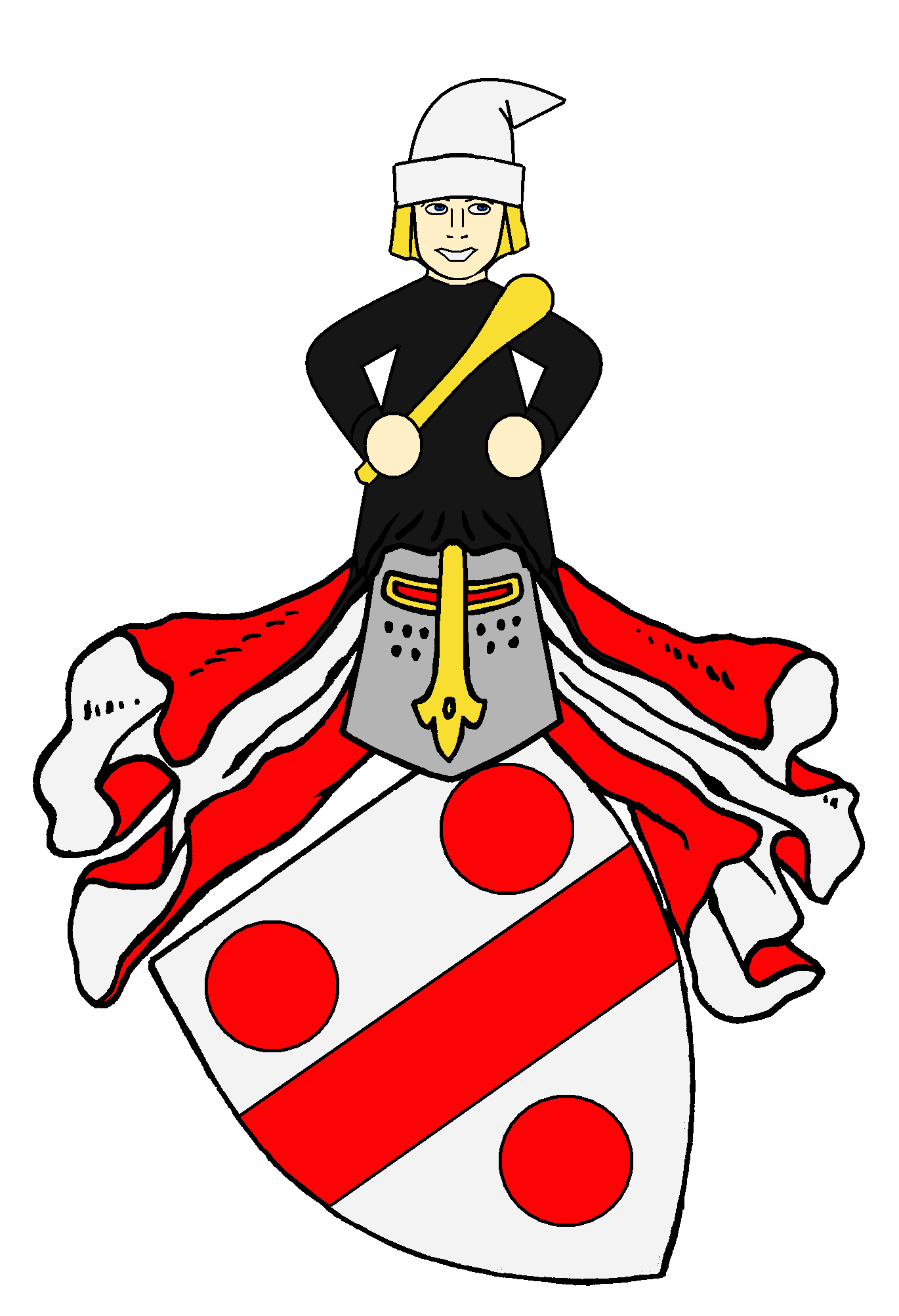
Stammwappen der Grafen Kolb von Wartenberg, eingegangen in das Wappen der Grafen von Erbach-Wartenberg-Roth.
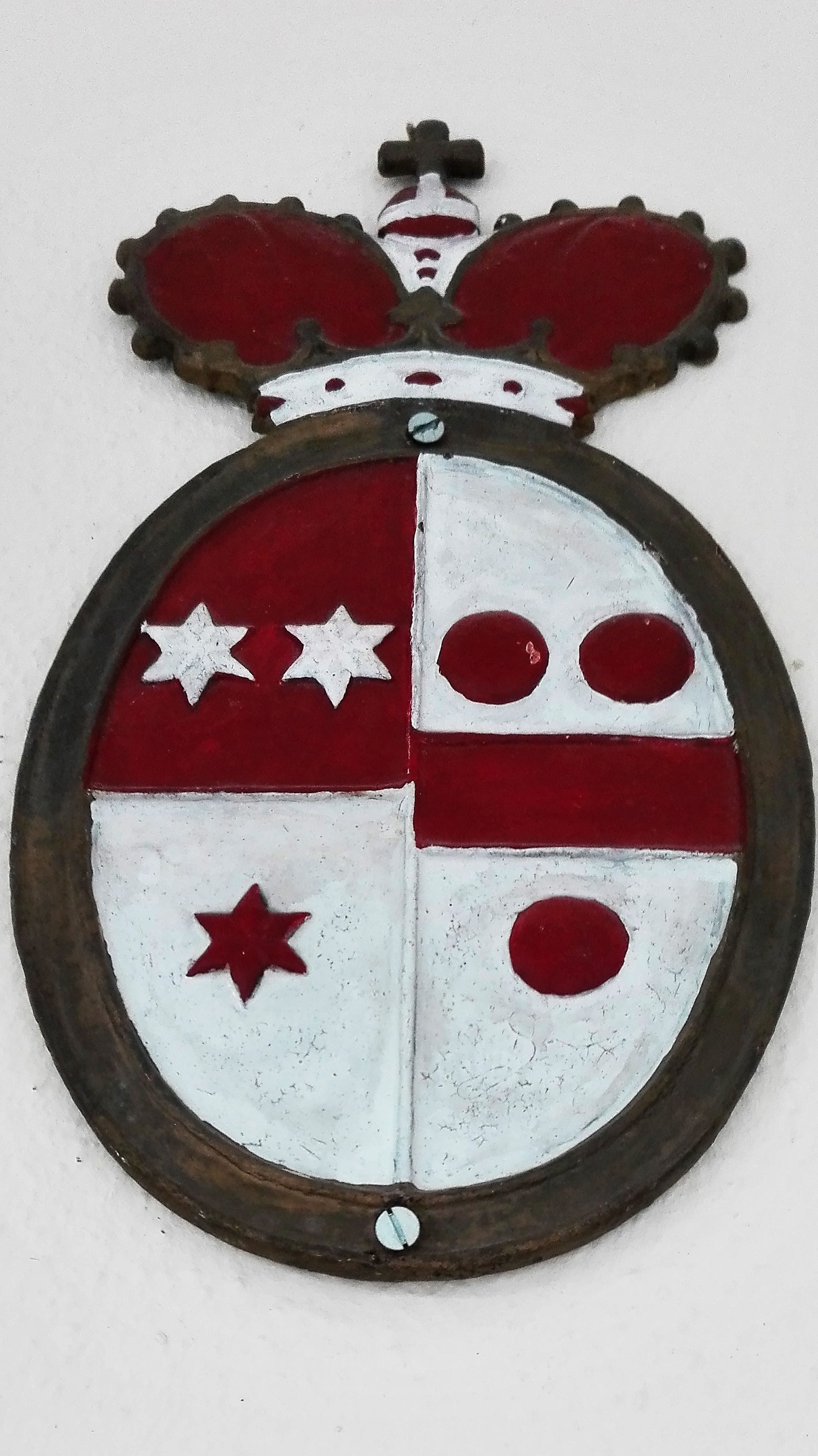
Hauszeichen an den Besitztümern des Hauses Erbach-Erbach und Wartenberg-Roth, gebildet aus den Wappenbildern der Grafen zu Erbach (heraldisch rechts) und Kolb von Wartenberg (links) mit Reichsgrafenhut.
Erlauchtkrone, wie sie den Grafen zu Erbach zustand; ein entsprechendes Realexemplar befindet sich in den Gräflichen Sammlungen Schloss Erbach.

### Geführte Titel
Seit 1226 waren die Herren von Erbach Erbschenken der Pfalzgrafen bei Rhein und nannten sich Schenken von Erbach, seit 1532 sind sie Grafen des Heiligen Römischen Reichs. Das Prädikat Erlaucht wurde 1820 dem Chef des Hauses durch den Großherzog von Hessen und bei Rhein und 1829 durch den König von Bayern verliehen. 1914 wurde das Prädikat auf alle Mitglieder des Hauses erstreckt.
1903 wurde Graf Gustav Ernst zu Erbach-Schönberg durch den Großherzog von Hessen und bei Rhein mit dem Titel und Namen Fürst und Graf zu Erbach-Schönberg (auch für seine Nachfolger in Besitz und Rolle des Haupts der Standesherrschaft) und mit dem Prädikat Durchlaucht in den erblichen hessischen Fürstenstand erhoben; die Nachgeborenen der Linie Schönberg erhielten den Titel Prinz bzw. Prinzessin zu Erbach-Schönberg und ebenfalls das Prädikat Durchlaucht. Der überkommene (Reichs-)Grafentitel wurde neben dem Fürstentitel beibehalten, um die ungeteilte Zugehörigkeit aller drei Standesherrschaftslinien des Hauses Erbach zur mediatisierten ehemals reichsunmittelbaren Grafschaft Erbach zu dokumentieren. (Ein „Fürstentum Erbach-Schönberg“ gab es nie.) Durch seine Heirat 1871 mit Marie Prinzessin von Battenberg (einer Nichte des Großherzogs von Hessen) ist Gustav Ernst in verwandtschaftliche Beziehung zu den Königshäusern von Großbritannien, Schweden, Griechenland und Spanien sowie zum russischen Zarenhaus getreten.
Geistliche Titel
Angehörige des Hauses Erbach trugen im Mittelalter verschiedene auf geistliche Ämter und Territorien bezogene Funktionstitel, die aufgrund des Zölibats nicht in die Haustitel eingingen. Zu nennen sind hier Gerlach von Erbach († 1332), Domherr zu Würzburg und Speyer und 1329 bis 1332 erwählter Fürstbischof von Worms, sowie die Brüder Dietrich von Erbach (1390–1459), von 1434 bis 1459 Erzbischof von Mainz und als solcher Kurfürst des Heiligen Römischen Reiches, Philipp von Erbach († 1467), von 1434 bis 1467 Fürstabt des Benediktinerklosters Weißenburg im Elsass, und Dieter Schenk von Erbach († 1437) als Würzburger Domherr.
Weitere hohe kirchliche Ämter hatten die Kinder des Schenken Georg I. von Erbach (* 1438; † 17.3.1481) inne: Sohn Georg von Erbach (* 1476; † 16.2.1509) war Domherr zu Speyer, eine Tochter, Maria von Erbach († 2.12.1541), wurde 1466 Äbtissin des Klosters Schmerlenbach im Spessart, eine andere, Magdalene von Erbach, war 1508–1512 Priorin des Klosters Clarenthal im Rheingau.
„Weltliche“ Nebentitel
Durch Ernennung, Kauf, Heirat, Erbschaft oder Adoption erwarb das Haus Erbach adelsrechtlich teils relevante Nebentitel, welche die unterschiedlichen Linien zeitweise oder fortwährend führten und zum Teil heute noch namensrechtlich verwenden:
Herr zu Breuberg
Seit 1399/1400 waren die Schenken und Grafen von Erbach – mit einer Unterbrechung zwischen 1497 und 1556 – im Mitbesitz der Burg und der Herrschaft Breuberg, zuletzt (neben den Grafen bzw. Fürsten zu Löwenstein-Wertheim-Rosenberg) hälftig durch die Linie Erbach-Schönberg. Alle drei Linien des Hauses Erbach führen den Titel Herr zu Breuberg, ausgewiesen auch im gemehrten Wappen der Häuser (in Silber zwei rote Balken)
Burggraf zu Miltenberg
Otto Schenk von Erbach (erstbelegt 1422, † 1468), ein Sohn Eberhards X. Schenk von Erbach und der Maria von Bickenbach, wurde von seinem Bruder Dietrich Schenk von Erbach (1390–1459, s. oben) als Kurfürst und Erzbischof von Mainz im Jahr 1439 zum kurmainzischen Burggrafen zu Miltenberg ernannt. Dabei handelt es sich bei „Burggraf“ um den Titel eines Amtsverwalters, nicht um einen mit Souveränitätsrechten verbundenen eigentlichen Adelstitel, wiewohl er dies im Laufe der Zeit in anderen Adelsfamilien wurde.
Herr zu Bickenbach
1484 erwarb Schenk Erasmus von Erbach (1466–1503) den größten Teil des ehemaligen Besitzes der Herren von Bickenbach von deren Erben und nannte sich ab 1488 Schenk Erasmus, Herr zu Erbach und Bickenbach. Nach dem Verlust der Stammburg der Bickenbacher bereits wenige Jahre später im Zuge der sog. „Bayrischen Fehde“ an Hessen wurde der Titel von seinem Erben Eberhard XIII. nicht weiter verwendet. 1714 verkauften die Erbacher Grafen ihren Besitz im Ort Bickenbach an den Landgrafen von Hessen-Darmstadt.
Herr zu Wildenstein
Als Graf Philipp III. von Rieneck (1504–1559), der mit Margareta von Erbach (1507–1574) vermählt war, als letztes männliches Mitglied seiner Familie verstarb, fiel das zu seinem allodialen Erbe gehörende Amt Wildenstein, zu dem die Burg Wildenstein mit Eschau und einigen umliegenden Ortschaften im Spessart und das linksmainische Kleinheubach gehörte, als pfälzisches Lehen zunächst an die Pfalz zurück und ging dann als Lehen und späteres Allodialgut an die Grafen von Erbach. Die Burg Wildenstein – anfangs noch Sitz eines Amtmannes, dann aufgelassen und dem Verfall preisgegeben – und das sie umgebende Gebiet blieb auch noch bei den Grafen von Erbach, als diese den Ort Kleinheubach 1721 an Dominik Marquard zu Löwenstein-Wertheim verkauften. Alle drei Linien des Hauses Erbach führen den Titel Herr zu Wildenstein; das Haus Erbach-Erbach ist noch immer im Besitz des dortigen Forstguts und Wildparks. – Als Graf Ernst Franz zu Erbach-Erbach (1845–1889) im Jahr 1871 morganatisch die bürgerliche Marie Kredell (1847–1921) heiratete, wurde diese kurz vor der Eheschließung vom Großherzog von Hessen und bei Rhein als Frau von Wildenstein in den hessischen Adelsstand erhoben. Das Paar hatte vier Töchter, die den Namen von Wildenstein führten.
Graf zu Limpurg
1711 heiratete in Obersontheim Graf Friedrich Karl von Erbach-Erbach (1680–1731) die Sophie Eleonore (1695–1738), jüngste Tochter des Schenken Vollrath von Limpurg-Speckfeld und seiner Ehefrau Sophie Eleonore Schenkin von Limpurg-Schmiedelfeld. Nach dem Tod Vollraths ohne männliche Erben im Jahr 1713 erhielt Sophie Eleonore als eine der fünf lebenden Töchter einen Teil der Herrschaft der Schenken von Limpurg, die dem Fränkischen Reichsgrafenkollegium angehörte, wodurch Namen und Wappen der Limpurger Schenken auf Friedrich Karl als mitregierendem Grafen von Limpurg-Obersontheim überging. 1720 wurde Friedrich Karl nach dem Tod seines Bruders Philipp Ludwig auch regierender Graf zu Erbach-Erbach; er nannte sich nunmehr Graf zu Erbach und Limpurg. Da er ohne männliche Erben blieb, ging der erbachische Limpurger Besitz – er umfasste die Herrschaft Michelbach an der Bilz – an seine Töchter und dann in der folgenden Generation samt Titel dem Haus Erbach wieder verloren. Der Titel eines Grafen zu Limpurg wurde allerdings neuerlich von Graf Franz I. zu Erbach-Erbach geführt, nachdem er 1783/1784 von seiner Schwiegermutter, der Fürstin Christiana Wilhelmina Louise von Leiningen-Dagsburg, geb. Gräfin von Solms-Rödelheim, ihren Quartanteil an der Herrschaft Limpurg-Gaildorf-Solms-Assenheim abgetreten bekommen hatte. Obwohl er bereits 1790 dieses Erbe seiner verstorbenen ersten Frau an Württemberg verkaufte, nannte er sich weiter so, und er wird im Sterb-Protokoll der Pfarrey Erbach für das Jahr 1823 auch noch als „Herr Franz Graf zu Erbach und Limpurg, Herr zu Breuberg p.“ tituliert.
Herr zu Radeburg und Rödern
Nachdem Graf Georg Wilhelm zu Erbach-Reichenberg (1686–1757), später Begründer der mittleren Linie Erbach-Erbach, im Jahr 1723 in erster Ehe die Gräfin Sophie Charlotte von Bothmer (1797–1848) geheiratet hatte, brachte diese aus dem Erbteil ihrer Mutter Gisela Erdmuthe geb. Freiin von Hoym, Witwe des Grafen Johannes von Taube, des Letzten der sächsischen Familienlinie, die aus dem taubeschen Besitz stammenden, nördlich von Dresden gelegenen herrschaftlichen Rittergüter Radeburg und Rödern in das Haus Erbach ein. Georg Wilhelm führte daraufhin den Titel Herr zu Radeburg und Rödern. Als ihre Tochter Sophie Christine Charlotte Friederike Erdmuthe (1725–1795) im Jahr 1742 den Fürsten Wilhelm Heinrich von Nassau-Saarbrücken (1718–1768) geheiratet hatte, fiel dieser Besitz mangels eines männlichen Erbacher Erben aus dieser Ehe an jene Familie und kam später an das Haus Reuß. Der Titel wurde damit für das Haus Erbach obsolet
Ritter des Deutschen Ordens und Statthalter in der Ordenskommende Mergentheim
Der Hochmeister des Deutschen Ordens Maximilian Franz von Österreich machte den bereits 1756 zum Ritter des Ordens geschlagenen Grafen Christian zu Erbach-Schönberg (1728–1799), nachdem er von der lutherischen zur katholischen Konfession konvertiert war, im Jahr 1783 zum Statthalter in der Deutschordenskommende Mergentheim, damit zu seinem Stellvertreter und zum Regierungschef mit dem Prädikat Hochwürdige Excellenz am Sitz und Kammergut des Hoch- und Deutschmeisters als wichtigstem Teil des „weltlichen Staats“ des Ordens. Auch als regierender Graf zu Erbach-Schönberg seit 1788 blieb er bis zu seinem Tode im Statthalteramt, behielt in seiner Erbacher Teilgrafschaft Schönberg jedoch die auch in den beiden anderen Teilgrafschaften Fürstenau und Erbach geltende lutherische Konfession bei.
Herr zu Rothenberg
1797 verkaufte Graf August Christoph von Degenfeld-Schonburg (1730–1814) die Herrschaft Rothenberg (samt Moosbrunn im Kleinen Odenwald) im südlichen Bereich des Odenwalds mit Zustimmung des Lehensherren, Kaiser Franz II., an das Grafenhaus Erbach-Fürstenau, das seither den Titel Herr zu Rothenberg führt. Die Forstgüter der Herrschaft befinden sich noch im Besitz der Familie. – Als Graf Adalbert Ludwig Alfred Eberhard Friedrich zu Erbach-Fürstenau (1828–1867) im Jahr 1859 morganatisch die bürgerliche Charlotte Willenbücher (1839–1913) heiratete, wurde diese kurz vor der Eheschließung vom Großherzog von Hessen und bei Rhein als Frau von Rothenberg in den hessischen Adelsstand erhoben. Das Paar hatte einen früh verstorbenen Sohn und zwei Töchter, die den Namen von Rothenberg führten. Die erstgeborene Tochter Thekla von Rothenberg (1862–1941) heiratete in erster Ehe 1888 den Fürsten Gustav zu Bentheim-Tecklenburg (1849–1909) und in zweiter Ehe 1912 den Prinzen Hermann von Schönburg-Waldenburg (1865–1943).
Graf von Wartenberg-Roth
1804 adoptierte der ohne männliche Erben gebliebene Graf Ludwig Kolb von Wartenberg (1752–1818) seine beiden Stiefneffen Franz Carl Friedrich Ludwig Wilhelm Graf zu Erbach-Erbach (1782–1832) und Franz Georg Friedrich Christian Eginhard Graf zu Erbach-Erbach (1785–1854), wodurch diese mit kaiserlicher Genehmigung von 1806 zusätzlich Namen, Titel und Wappen der Grafen von Wartenberg-Roth sowie im Erbgang 1818 deren Besitz, die säkularisierte und zur Reichsgrafschaft Wartenberg-Roth erhobene, dem Grafen Kolb als Ersatz für seine im Frieden von Lunéville verlorenen westrheinischen Gebiete übereignete Reichsabtei Rot in Oberschwaben, erhielten. Seither führen die adoptierten Erbach-Erbacher Grafen und ihre Nachkommen den doppelten Titel Graf zu Erbach-Erbach und von Wartenberg-Roth (ohne den alten Stammesnamen Kolb ihres Adoptivvaters). Die Reichsgrafschaft Wartenberg-Roth fiel 1806 im Rahmen der Mediatisierung an das Königreich Württemberg, die zunächst erhaltenen Rechte als Standesherren gingen 1844 allerdings durch Verkauf der Grafschaft – trotz des Rückkaufs 1854 – verloren. Das Forstgut in Rot an der Rot blieb auch noch nach dem Verkauf eines ansehnlichen Teils sonstiger Immobilien und Ländereien Mitte der 1930er Jahre an die Württembergische Landsiedlung bis zur Veräußerung an die Familie des Investors August von Finck im Jahr 1989 im Besitz der Familie Erbach-Erbach. Ein integraler Bestandteil der Grafschaft Erbach waren diese Besitzungen zu keiner Zeit.
Herr zu Curl und Ostermannshofen, Herr zu Steinbach
Die Grafen Kolb von Wartenberg und späteren Reichsgrafen bzw. Grafen von Wartenberg-Roth führten bzw. führen zusätzlich die Titulatur Herr zu Curl und Ostermannshofen, die von Ludwig Kolbs Urgroßvater, dem preußischen Premierminister und ersten Freiherrn (1695) bzw. Grafen (1699) der Familie Johann Kasimir Kolb von Wartenberg (1643–1712), herstammt. Das Haus Courl und der Lehnshof Ostermann im benachbarten Husen waren nur kurzzeitige Besitzungen der Kolb in der Grafschaft Mark auf dem heutigen Stadtgebiet von Dortmund. Hinzu kam mit der Übernahme der Abtei Rot und des zu dieser gehörenden Amtes Steinbach im seit 1806 zum Königreich Bayern gehörenden Unterallgäu (heute Maria Steinbach) der Titel Herr zu Steinbach, den zuerst der zweitgeborene, unverheiratet gebliebene Adoptivsohn des Grafen Kolb Friedrich als königlich bayerischer Offizier zusätzlich führte und dann von seinen Neffen, den Nachkommen seines Bruders Karl, übernommen wurde. Das Grafenhaus betrieb dort ebenfalls ein (mit Rot verbundenes) Forstgut. – Nachdem Graf Franz Eberhard Alexander Edgar August Adalbert zu Erbach-Erbach und von Wartenberg-Roth (1847–1901) im Jahr 1875 morganatisch die bürgerliche Anna Kittner (1847–1926) geheiratet hatte, wurde dieser 1877 vom Großherzog von Hessen und bei Rhein gestattet, den Namen Frau von Kurl zu führen. Das Paar blieb ohne Nachkommen.
Vollständige Titulaturen zum Ende der Monarchie
Zum Ende der Monarchie im Jahr 1918 führten die Chefs der drei Linien des Gesamthauses Erbach die folgenden Titel und Prädikate:
- ältere Linie Erbach-Fürstenau: Graf zu Erbach-Fürstenau, Herr zu Breuberg, Wildenstein und Rothenberg, Erlaucht;
- mittlere Linie Erbach-Erbach: Graf zu Erbach-Erbach und von Wartenberg-Roth, Herr zu Breuberg, Wildenstein, Steinbach, Curl und Ostermannshofen, Erlaucht;
- jüngere Linie Erbach-Schönberg: Fürst und Graf zu Erbach-Schönberg, Herr zu Breuberg und Wildenstein, Durchlaucht.

Ohne unmittelbaren Bezug zu historischen Titulaturen des Hauses Erbach steht der Ehename Frau (von) Lichtenberg der Maria Wilhelmine Luck (1843–1934) als zweiter, 1880 morganatisch geehelichter Gattin des Grafen Eberhard XV. zu Erbach-Erbach (1818–1884). Das Paar hatte zwei voreheliche Töchter, die nach der Hochzeit der Eltern den Namen von Lichtenberg führten.
Weitere Namensträger
Elias Graf zu Erbach-Fürstenau (1866–1950) heiratete 1921 Ulrike geb. Tornow (1874–1943), Witwe des 1909 in den erblichen preußischen Adelsstand erhobenen Majors Maximilian von Kremski (1870–1913). Im Jahr 1941 nahm er die beiden Söhne seiner Ehefrau aus erster Ehe als Kinder an, woraufhin seit 1942 amtsgerichtlich bestätigt der erstgeborene Ulrich Maximilian vom Kremski (1899–1970) den Namen von Kremski-Erbach-Fürstenau und der zweitgeborene Achim Maximilian von Kremski (1903–1958) den Namen Graf zu Erbach-Fürstenau von Kremski führte.
Zur reichsfreiherrlichen Familie von Ulm zu Erbach.bestehen keine genealogischen Verbindungen.

### Morganatische SeitenlinieTreubergaus der Linie Erbach-Fürstenau
Aus der morganatischen Verbindung des Grafen Ludwig II. zu Erbach-Fürstenau, Herr zu Breuberg (1728–1794) mit der bürgerlichen Christine Sophie Küchler (* 1754), nach der Hochzeit am 4. Februar 1784 „Madame Treuberg“ genannt, ist die Seitenlinie der im Königreich Bayern teils geadelten Familie der (Freiherren von) Treuberg entstanden, die dynastisch nicht zum Haus Erbach zählt (s. Treuberg (morganatische Familie)). Kognatische Abkömmlinge dieser Linie sind u. a. der Major und Schriftsteller Friedrich Koch-Breuberg (1847–1922) und der Kavallerie-General der Wehrmacht Rudolf Koch-Erpach (1886–1971) sowie dessen Sohn, der Brigadegeneral der Bundeswehr Rolf (Eginhard) Koch-Erpach (1915–2002).

## Mitglieder des Hauses Erbach (chronologisch)

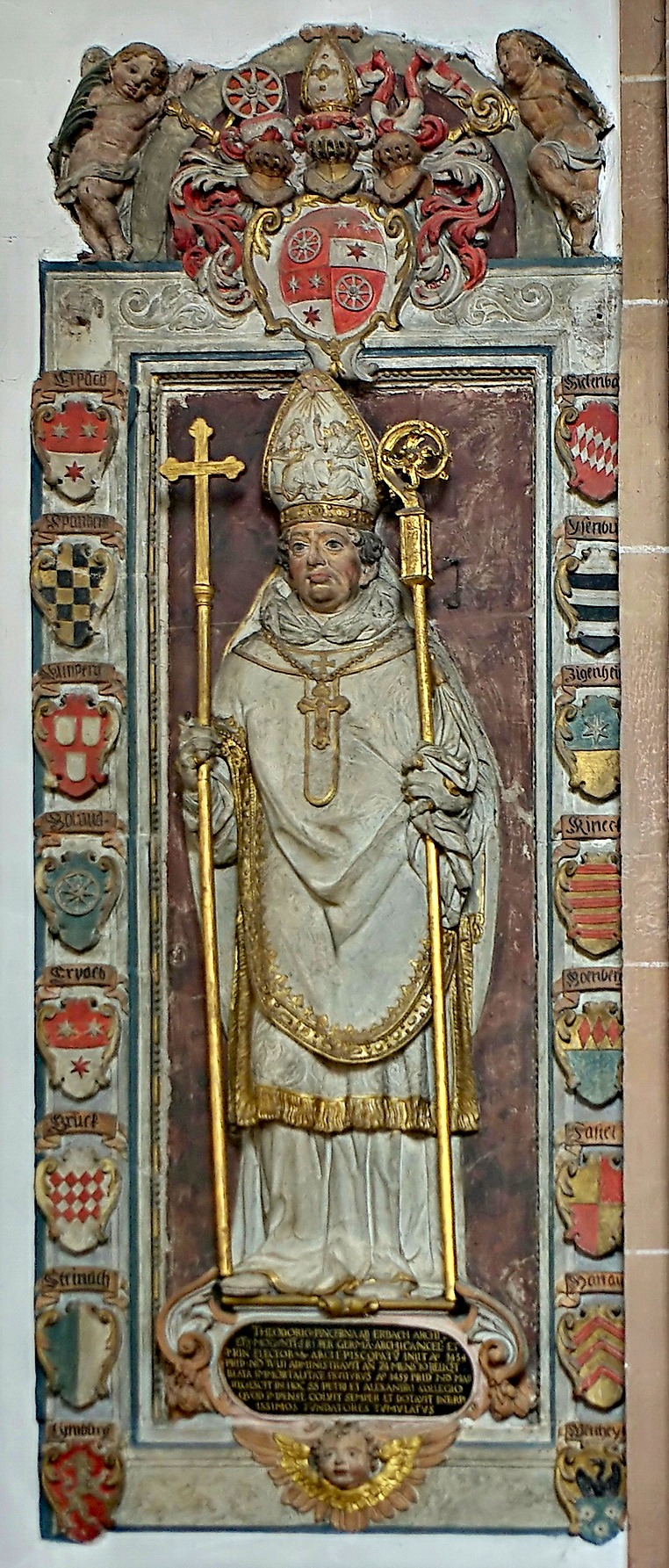
Epitaph des Mainzer Erzbischofs und Kurfürsts Dietrich Schenk von Erbach in der Stiftskirche St. Peter und Alexander in Aschaffenburg

### Vor der Teilung in die bestehenden Linien Erbach-Fürstenau, Erbach-Erbach und Erbach-Schönberg
Seit dem Jahr 1237 teilte sich das Gesamthaus Erbach im Erbgang mehrfach in verschiedene Linien auf, die zum Namen Erbach den Zusatznamen ihres Sitzes führten. Diese Zusatznamen sind zum Teil identisch mit den nach dem Zusammenfall aller Linien und der abermaligen Aufteilung zu Anfang des 18. Jahrhunderts in die noch bestehenden Linien Fürstenau, Erbach und Schönberg, ohne dass die Namensgleichheit auf eine direkte Sukzession deutet.
- Gerlach von Erbach († 1332), Domherr bzw. Stiftspropst in Speyer und erwählter Bischof von Worms
- Dietrich Schenk von Erbach (1390–1459), als Erzbischof von Mainz (1434–1459) Kurfürst des Heiligen Römischen Reichs
- Philipp Schenk von Erbach († 1467), Benediktiner-Abt des Klosters Weißenburg (Wissembourg) im Elsass
- Georg III. von Erbach (1548–1605), Graf von Erbach und Herr zu Breuberg
- Louise Juliane von Erbach (1603–1670) war durch Heirat Gräfin von Sayn-Wittgenstein-Sayn und regierte zeitweise vormundschaftlich diese Grafschaft
- Amalia Katharina von Erbach-Erbach (1640–1697), geborene Gräfin von Waldeck-Eisenberg (1640–1697), Liederdichterin des Pietismus
- Friedrich Karl von Erbach-Erbach (1680–1731), regierender Graf und Komponist
- Sophia Albertine von Erbach-Erbach (1683–1742), Herzogin und von 1724 bis 1728 Regentin von Sachsen-Hildburghausen

### Ältere Linie: Erbach-Fürstenau
- Philipp Karl Graf zu Erbach-Fürstenau (1677–1736), Stifter der älteren Linie in Fürstenau, Hessischer Generalmajor und Obrist
- Caroline von Erbach-Fürstenau (1700–1758), Herzogin und von 1745 bis 1748 Regentin von Sachsen-Hildburghausen
- Ludwig II. Friedrich Karl Eginhard Graf zu Erbach-Fürstenau (1728–1794), regierte seit 1753 gemeinsam mit seinem Bruder Georg Albrecht III. und seinem Neffen Friedrich August (1754–1784). Er ist Stammvater der morganatischen Familie Treuberg.
- Georg Albrecht III. Graf zu Erbach-Fürstenau (1731–1778), regierte seit 1753 gemeinsam mit seinem Bruder Ludwig II. Friedrich
- Friedrich August (1754–1784), regierte gemeinsam mit seinem Onkel Ludwig II. Friedrich.
  - Georg Eginhard (1764–1801), erster apanagierter Graf zu Erbach-Fürstenau, kurpfalz-bayrischer Major der Kavallerie à la suite. Er war als „Eginhard, Graf von Erbach“ Mitglied der zwischen 1778 und 1824 bestehenden Freimaurerloge Wilhelmine Caroline in Hanau[28] und starb ledig
- Christian Karl August Albrecht Graf zu Erbach-Fürstenau (1757–1803), regierte nach dem Tode seines Bruders Friedrich August 1784 gemeinsam mit seinem Onkel Ludwig II. Friedrich; ab 1794 Alleinregent
- Albrecht (Albert) August Ludwig Graf zu Erbach-Fürstenau (1787–1851), Standesherr seit 1808, Präsident der Ersten Kammer der Landstände des Großherzogtums Hessen 1823–1824
- Adalbert Ludwig Graf zu Erbach-Fürstenau (1828–1867), Kammerdirektor der Gräflichen Rentkammer Erbach und Mitglied der Ersten Kammer der Landstände des Großherzogtums Hessen ⚭ 1852 morganatisch Charlotte Willenbücher, als Frau von Rothenberg in den hessischen Adelsstand erhoben (1839–1913)
- Raimund Alfred Friedrich Franz August Maximilian Graf zu Erbach-Fürstenau (1813–1874), Standesherr seit 1851, Präsident der Ersten Kammer der Landstände des Großherzogtums Hessen 1866–1874 ⚭ Jenny, Prinzessin zu Hohenlohe-Ingelfingen
  - Raimund, Graf zu Erbach-Fürstenau (1868–1926) ⚭ Helene Prinzessin zu Solms-Braunfels (1890–1969)
    - Eugen Graf zu Erbach-Fürstenau (1923–1987) ⚭ Elisabeth Gräfin zu Erbach-Fürstenau (* 1929)
      - Raimund Graf zu Erbach-Fürstenau (* 2. April 1951 in Heidelberg; † 2. September 2017 in Bad König), 2015–2017 Senior des Gesamthauses Erbach ⚭ Isabelle, Prinzessin von und zu Liechtenstein (* 1954)
        - Ludwig Christian Graf zu Erbach-Fürstenau, genannt Louis (* 1976), seit 2017 Chef der Familie Erbach-Fürstenau ⚭ Olga Wassiljewna Li (* 1979)
          - Maria Theodora Gräfin zu Erbach-Fürstenau (* 2011)
          - Anna Gräfin zu Erbach-Fürstenau (* 2013)
          - Alexander Graf zu Erbach-Fürstenau (* 2017), seit 2017 adelsrechtlich Erbgraf

        - Philipp Graf zu Erbach-Fürstenau (* 1979) ⚭ Julette Souchon (* 1977)
          - Amalia Gräfin zu Erbach-Fürstenau (* 2008)
          - Georg Graf zu Erbach Fürstenau (* 2011)
          - Nikolaus Graf zu Erbach-Fürstenau (* 2014)

        - Nikolaus Graf zu Erbach-Fürstenau (* 1984), deutscher Offizier (CIR), ⚭ Katharina Zündorf (* 1988)
        - Margarita Gräfin zu Erbach-Fürstenau (* 1986), Journalistin

- Alfred Graf zu Erbach-Fürstenau (1905–1988), Hessischer Politiker (CDU) und ehemaliger Abgeordneter des Hessischen Landtags

### Mittlere Linie: Erbach-Erbach
- Georg Wilhelm zu Erbach-Erbach, bis 1747 zu Erbach-Reichenberg (1686–1757), regierender Graf von Erbach
- Sophie Erdmuthe zu Erbach-Erbach (1725–1795), Fürstin von Nassau-Saarbrücken
- Franz I. Graf zu Erbach-Erbach (1754–1823), auch „mitregierender Graf zu Limpurg“, bedeutender Kunstsammler und letzter Souverän vor der Mediatisierung
- Carl Graf zu Erbach-Erbach (1782–1832), Mitglied der Ersten Kammer der Landstände des Großherzogtums Hessen (1820–1821 und 1823–1830) sowie als Graf von Wartenberg-Roth Mitglied der Kammer der Standesherren der Württembergischen Landstände (1819–1831)
- Friedrich Graf zu Erbach-Erbach (1785–1854), seit 1806 auch Graf von Wartenberg-Roth, bayerischer Generalmajor à la suite und Mitglied der Ersten Kammer der Landstände des Großherzogtums Hessen (1834–1836)
- Franz Eberhard (XV.) Graf zu Erbach-Erbach und von Wartenberg-Roth (1818–1884), Standesherr, Mitglied der Ersten Kammer der Landstände (Hessen), bis 1844 Mitglied der Württembergischen Kammer der Landstände, Reichsrat des Königreichs Bayern[29][30]
- Georg Albrecht (IV.) Graf zu Erbach-Erbach und von Wartenberg-Roth (1844–1915), Mitglied der Ersten Kammer der Landstände des Großherzogtums Hessen (1883–1915) und Reichsrat der Bayerischen Krone (1884–1915)
- Arthur Graf zu Erbach-Erbach und von Wartenberg-Roth (1849–1908), Mitglied der Ersten Kammer der Landstände des Großherzogtums Hessen (1905–1908)
- Eberhard Graf zu Erbach-Erbach und von Wartenberg-Roth (1886–1917), Mitglied der Ersten Kammer der Landstände des Großherzogtums Hessen (1916–1917)
- Alexander Graf zu Erbach-Erbach und von Wartenberg-Roth (1891–1952), Mitglied der Ersten Kammer der Landstände des Großherzogtums Hessen (1917–1918) und ab 1940 Senior der Familie Erbach-Erbach
  - ⚭ (26. Juli 1920 in Erbach) Christa geborene von Zülow (1894–1962)
    - Eberhard (* 23. August 1922 in Eulbach; † 23. November 1943 bei Newel) als Leutnant im Reiterregiment 23 in Russland gefallen
    - Franz (s. Folgenden)
- Franz (II.) Graf zu Erbach-Erbach und von Wartenberg-Roth (1925–2015), Gutsbesitzer, Protektor der katholischen Kirche St. Georg in Würzberg, bis zum Verkauf im Jahr 2005 Gesamteigentümer von Schloss Erbach, Kuratoriums-Mitglied des Deutschen Elfenbeinmuseums, seit 1953 Schirmherr der Kammerkonzerte Erbach,[31] seit 1952 Senior der Familie Erbach-Erbach und damit Inhaber des Kirchenpatronats der evangelischen Pfarrstellen Erbach-Nord und -Süd und der evangelischen Pfarrstelle Reichelsheim, Verwalter des Hausarchivs der Familie zu Erbach-Erbach und von Wartenberg-Roth, Chef der „Dienststellen der Gräflichen Verwaltung“[32]
  - ⚭ I (27. März 1952 in Arolsen; Scheidung 10. Juli 1979 in Michelstadt) Margarethe Prinzessin zu Waldeck und Pyrmont (1923–2003)
    - Alexandra Gräfin zu Erbach-Erbach und von Wartenberg-Roth (* 1955), verh. Bugiel
    - Eberhard Graf zu Erbach-Erbach und von Wartenberg-Roth (* 1958), seit 2015 Chef der Familie Erbach-Erbach ⚭ Marie Alexandra Prinzessin Reuß (* 1963)
      - Felicitas Gräfin zu Erbach-Erbach und von Wartenberg-Roth (* 1987)
      - Georg Albrecht Graf zu Erbach-Erbach und von Wartenberg-Roth (* 1989), seit 2015 adelsrechtlich Erbgraf
      - Konrad Graf zu Erbach-Erbach und von Wartenberg-Roth (* 1991)

  - ⚭ II (17. August 1979 auf Jagdschloss Eulbach) Christa Blösinger (1947–2013), Betriebswirtin, Bankkauffrau
    - Magnus-Alexander Graf zu Erbach-Erbach und von Wartenberg-Roth (* 1982) ⚭ Lena Johanna Schwarz (* 1982)

### Jüngere Linie: Erbach-Schönberg
- Georg August zu Erbach-Schönberg (1691–1758), Begründer der Linie Erbach-Schönberg
  - Georg Ludwig II. Graf zu Erbach-Schönberg (1723–1777), ab 1758 regierender Graf zu Erbach-Schönberg
  - Franz Karl Graf zu Erbach-Schönberg (1724–1788), niederländischer Generalmajor und ab 1777 regierender Graf zu Erbach-Schönberg
  - Christian Graf zu Erbach-Schönberg (1728–1799), österreichischer Offizier (Generalfeldwachtmeister), Kommandant der kaiserlichen Leibgarde, Ritter und Statthalter des Deutschen Ordens in der Ordensresidenz Mergentheim, regierender Reichsgraf zu Erbach-Schönberg seit 1788
  - Karl Eugen Graf zu Erbach-Schönberg (1732–1816), österreichischer Offizier (Generalfeldzeugmeister und Inhaber des Regiments Erbach), seit 1799 regierender Graf zu Erbach-Schönberg
  - Gustav Ernst Graf zu Erbach-Schönberg (1739–1812), preußischer Generalmajor, Bruder von Karl Eugen
    - Gustav Graf von Erbach-Schönberg (1791–1813), Offizier unter Napoleon und Träger des Kreuzes der Ehrenlegion
    - Maximilian Graf zu Erbach-Schönberg (1787–1823), Standesherr
    - Emil Graf zu Erbach-Schönberg (1789–1828), deutscher Offizier und Standesherr
    - Ludewig III. Graf zu Erbach-Schönberg (1792–1863), seit 1828 Chef der Linie Erbach-Schönberg, großherzoglich Hessischer Generallieutenant[33]
      - Gustav Ernst Fürst und Graf zu Erbach-Schönberg (1840–1908) ⚭ Marie Karoline Prinzessin von Battenberg (1852–1923), seit 1903 1. Fürst und Graf
        - Alexander Fürst und Graf zu Erbach-Schönberg (1872–1944), 2. Fürst und Graf
          - ⚭ (Arolsen am 3. Mai 1900) Elisabeth Prinzessin von Waldeck und Pyrmont (1873–1961)
            - Georg Ludwig Erbprinz zu Erbach-Schönberg (* 1. Januar 1903 in König; † 27. Januar 1971 in Bensheim), seit 1944 adelsrechtlich 3. Fürst und Graf
              - ⚭ (Schönberg am 2. Juli 1925) Marie Margarethe Deringer (* 25. Dezember 1903 in Tsarskoie Selo; † 22. Dezember 1967 in Darmstadt)
                - Ludewig Prinz zu Erbach-Schönberg (* 17. Oktober 1926 in Schönberg; † 23. November 1998 in Rüsselsheim), seit 1971 adelsrechtlich 4. Fürst und Graf
                  - ⚭ (Groß-Gerau am 9. März 1946) Rosemarie Moshage (* 22. September 1927 in Schleweke; † 25. Mai 2015 in Bensheim)
                    - Burckhard Prinz zu Erbach-Schönberg (* 7. April 1951 in Groß-Gerau; † 30. Juni 1998 in Frankfurt am Main), seit 1971 adelsrechtlich Erbprinz
                    - Dietrich Prinz zu Erbach-Schönberg (* 27. März 1954 in Groß-Gerau), Rechtsanwalt, seit 1998 adelsrechtlich 5. Fürst und Graf, seit 2017 Senior des Gesamthauses Erbach
                      - ⚭ (Groß-Gerau am 18. Mai 1984) Monika Recknagel (* 10. Juli 1955 in Karlsruhe)
                        - Elisabeth Prinzessin zu Erbach-Schönberg (* 1985)

                    - Uta Edda Marie Jutta Annemarie Prinzessin zu Erbach-Schönberg (* 1. Aug 1955)
                    - Patricia Prinzessin zu Erbach-Schönberg (* 15. Dezember 1967 in Kronberg im Taunus)

            - Maynolf Prinz zu Erbach-Schönberg (* 13. Mai 1936 in Darmstadt; † 8. Dezember 2020 Erbach), Kaufmann
              - ⚭ III (Darmstadt am 21. April 1976) Solveig Schlegel (* 25. Mai 1949 In Gera)
                - Isabelle Prinzessin zu Erbach-Schönberg (* 1977), verh. Ellinger
                - Peter Prinz zu Erbach-Schönberg (* 11. August 1981 in Erbach), seit 2020 adelsrechtlich Erbprinz
                  - ⚭ I (Bad König am 9. Mai 2003) Carina Schaffer (* 5. Januar 1983 in Groß-Umstadt)
                    - Sandro Prinz zu Erbach-Schönberg (* 22. Oktober 2003 in Dieburg)
                    - Cecile Prinzessin zu Erbach-Schönberg (* 7. Dezember 2007 in Erbach)

                  - ⚭ II (Darmstadt am 1. November 2019) Franziska Lortz (* 24. Februar 1983 in Darmstadt)
                    - Fritz Prinz zu Erbach-Schönberg (* 7. Januar 2017 in Darmstadt)

        - Victor Prinz zu Erbach-Schönberg (1880–1967), deutscher Diplomat